# Histoire des Açores
L'histoire des Açores est très brève pour la présence humaine. Par contre, l'histoire géologique du plateau des Açores est très ancienne, et très active, comme en témoignent le point chaud des Açores et l'anticyclone des Açores.

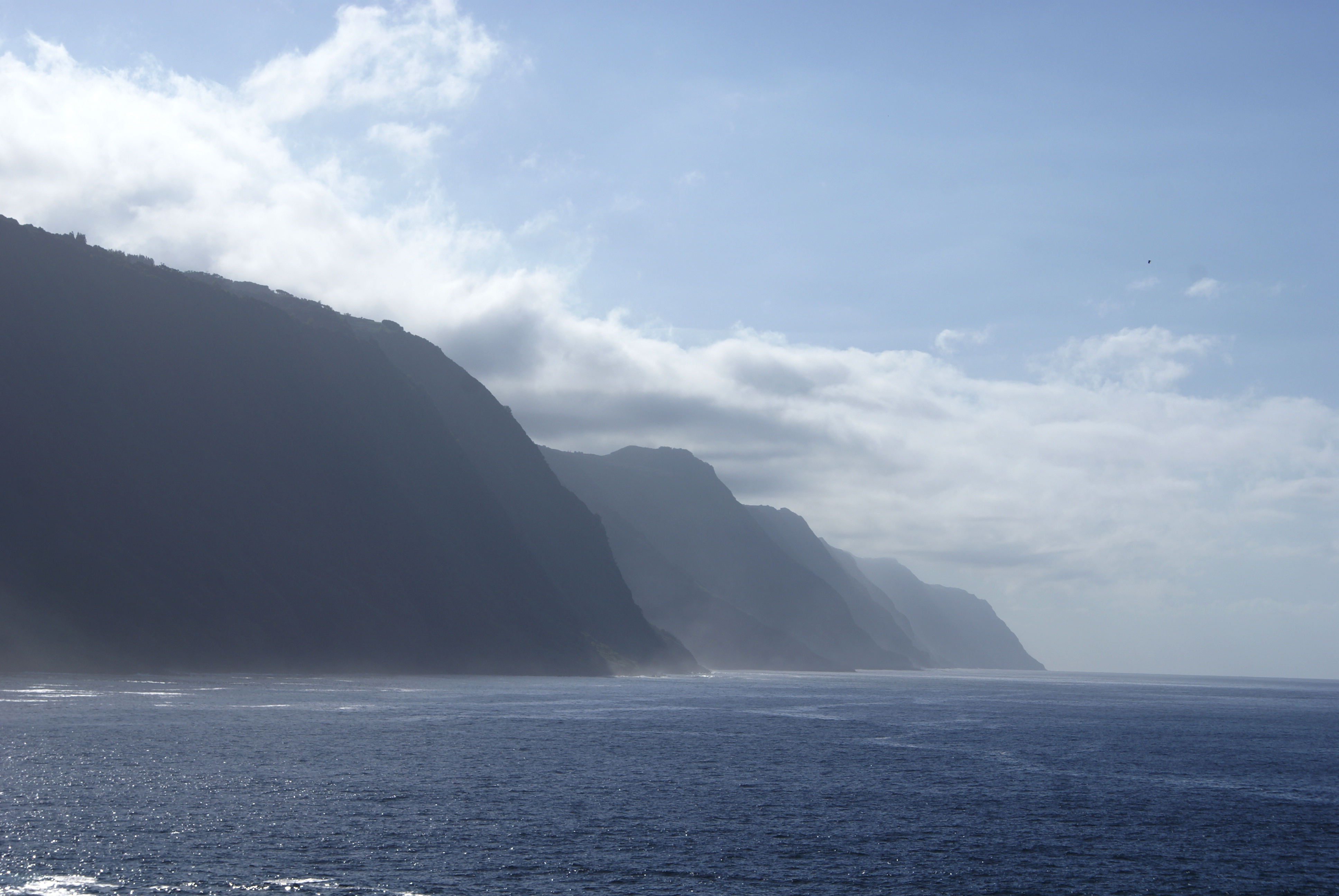
Grandes falaises de Velas.

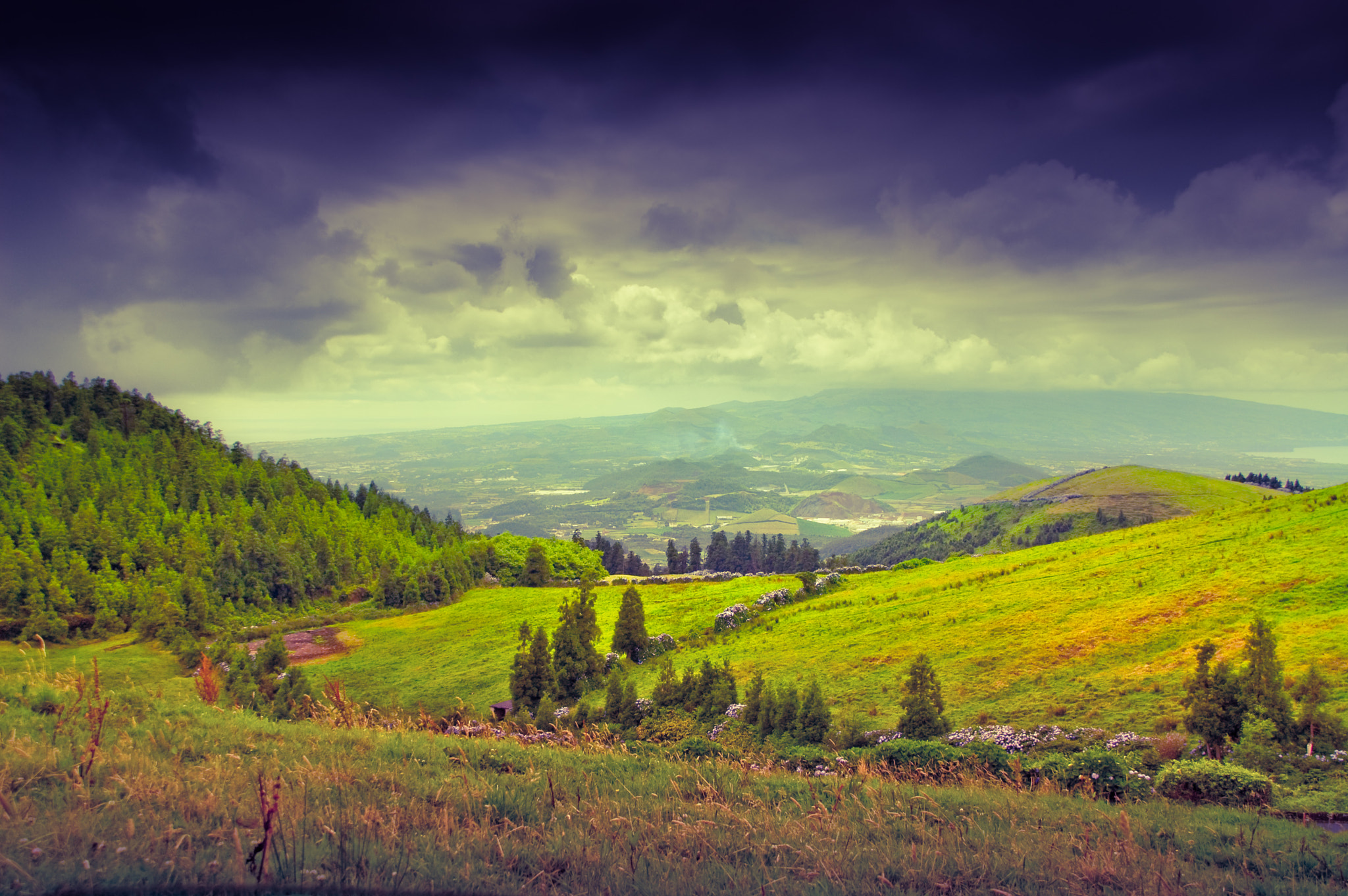
Paysage des Açores.

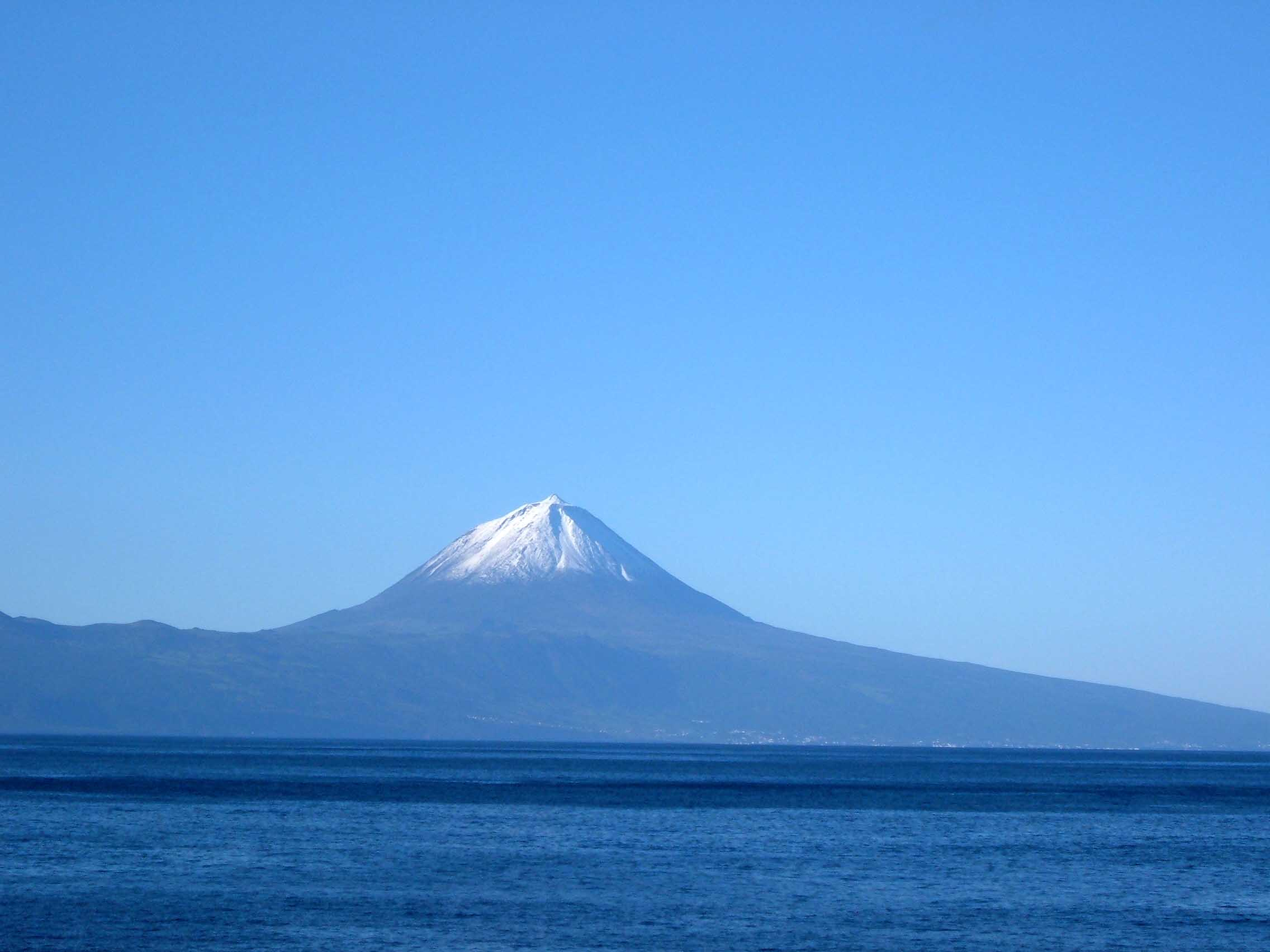
Volcan de Pico.

## Avant leXIVesiècle
La mythologie grecque évoque des Champs Élysées, mais aussi le fabuleux jardin aux pommes d'or ou jardin des Hespérides, nymphes du Couchant, à la limite occidentale du monde, de l'autre côté du détroit de Gibraltar (Colonnes d'Atlas, Colonnes d'Héraclès, Colonnes d'Hercule, Djebel al Tarik). À partir d'Hésiode, il est question d'Îles des Bienheureux (Macaronésie) ou Îles Fortunées, où les âmes vertueuses goûtent un repos parfait après leur mort.
Le thème se retrouve dans d'autres civilisations : en mythologie celtique irlandaise, le genre Immram évoque Tír na nÓg (La Terre des Jeunes) et Mag Mell (La Plaine du Plaisir). La mythologie celtique brittonique offre Annwvyn, l'irlandaise Sidh, la légende arthurienne propose Avalon. La mythologie slave a également son île légendaire de la mer océane : Boyana.
Ptolémée, dans sa Géographie, place ces îles à la limite ouest du monde habité et y fait passer le méridien zéro, point de départ de ses mesures de longitude, à l'instar de Greenwich aujourd'hui. Ces îles, telles qu'elles sont mentionnées par Ptolémée, sont classiquement identifiées aux îles Canaries, rarement aux îles du Cap-Vert, jamais aux Açores.
Il existe également l'hypothèse hasardeuse de contacts trans-océaniques précolombiens, les supposés hypogées de Corvo, les supposées pièces carthaginoises de Corvo (en), les récits légendaires de missionnaires chrétiens, comme saint Brendan (vers 530) ou de voyageurs arabo-andalous, comme Khachkhach Ibn Said Ibn Aswad, qui aurait effectué un voyage périlleux et bénéfique en Atlantique en 889, et enfin, plus au nord, l'histoire du Vinland.
En 2021, une équipe internationale de chercheurs découvre des traces de feu de bois et d'excréments de bétail dans des sédiments reposant au fond de lacs situés sur cinq îles (Corvo, Flores, Pico, Terceira, São Miguel), prouvant ainsi une présence humaine temporaire et non mentionnée dans les sources écrites, environ 700 ans avant leur re-découverte par les Portugais, c'est-à-dire entre 700 et 850 après Jésus-Christ,.

## XIVesiècle
Pour apprécier l'état, à cette époque, des cartes de cette zone de l'Atlantique, il convient de se reporter à :
- Histoire de la géographie, Histoire de la cartographie
- Figure de la Terre dans l'Antiquité, Mappemondes anciennes
- Figure de la Terre au Moyen Âge
- Géographie et cartographie dans le monde arabo-musulman médiéval, Liste de géographes musulmans
- Grandes découvertes, Républiques maritimes, Royaume de Majorque (1229-1715)

Au XIVe siècle, différents récits signalent de possibles îles atlantiques. Jaume Ferrer (en) serait le découvreur supposé de la "Rivière d'Or" en 1346. Vers 1350-1400 Henry Sinclair, les frères Zeno, navigateurs vénitiens, seraient à l'origine de la Carte Zeno (publiée en 1558). Le Libro del Conoscimiento, manuel héraldique et géographique, témoignerait d'un voyage supposé réalisé par un moine franciscain vers 1350.
L'hypothèse de la circumnavigation chinoise (thèse pseudo-historique de 2002), avec ou sans exploration/découverte d'îles atlantiques s'appuie sur la personnalité de l'amiral chinois Zheng He (1371-1433) et surtout sur la carte Kangnido (1402, Corée) d'authenticité douteuse.
L'hypothèse d'exploration et/ou de découverte arabo-musulmane d'îles atlantiques ne s'appuie encore sur aucun document authentique de navigation.

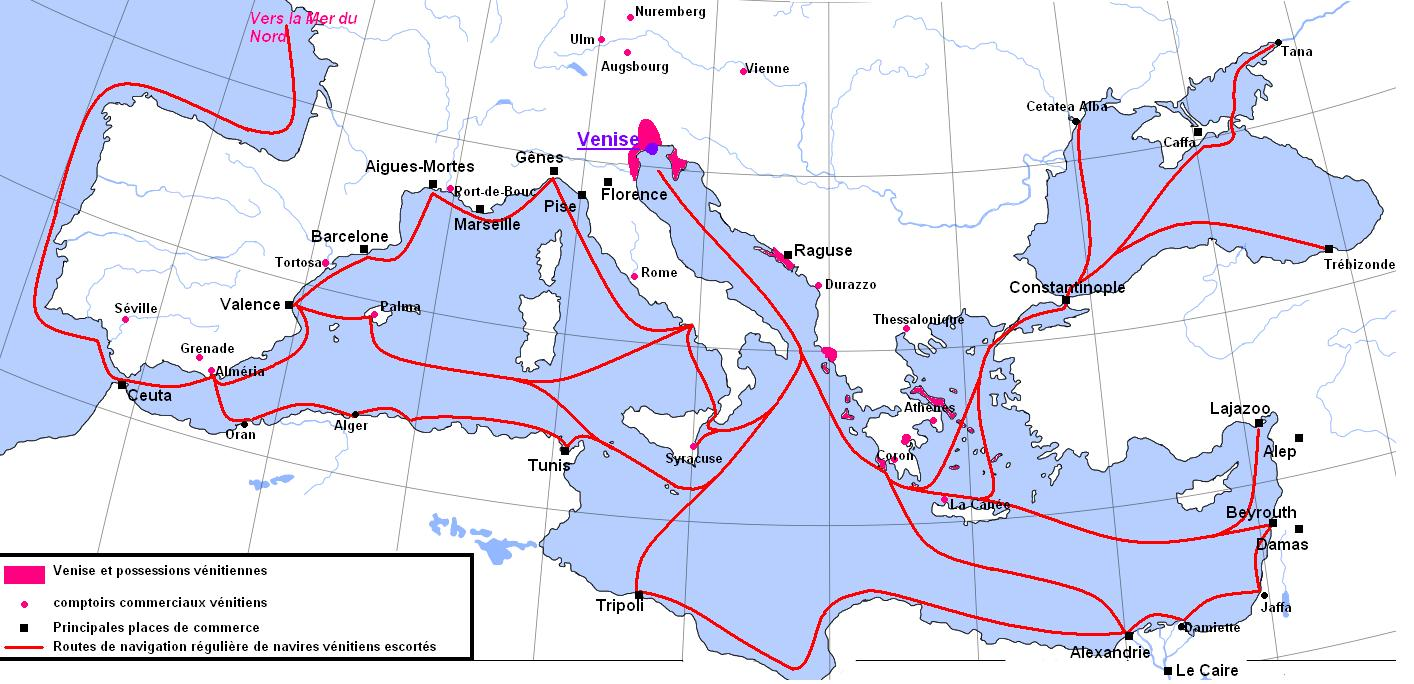
Réseau commercial de Venise.
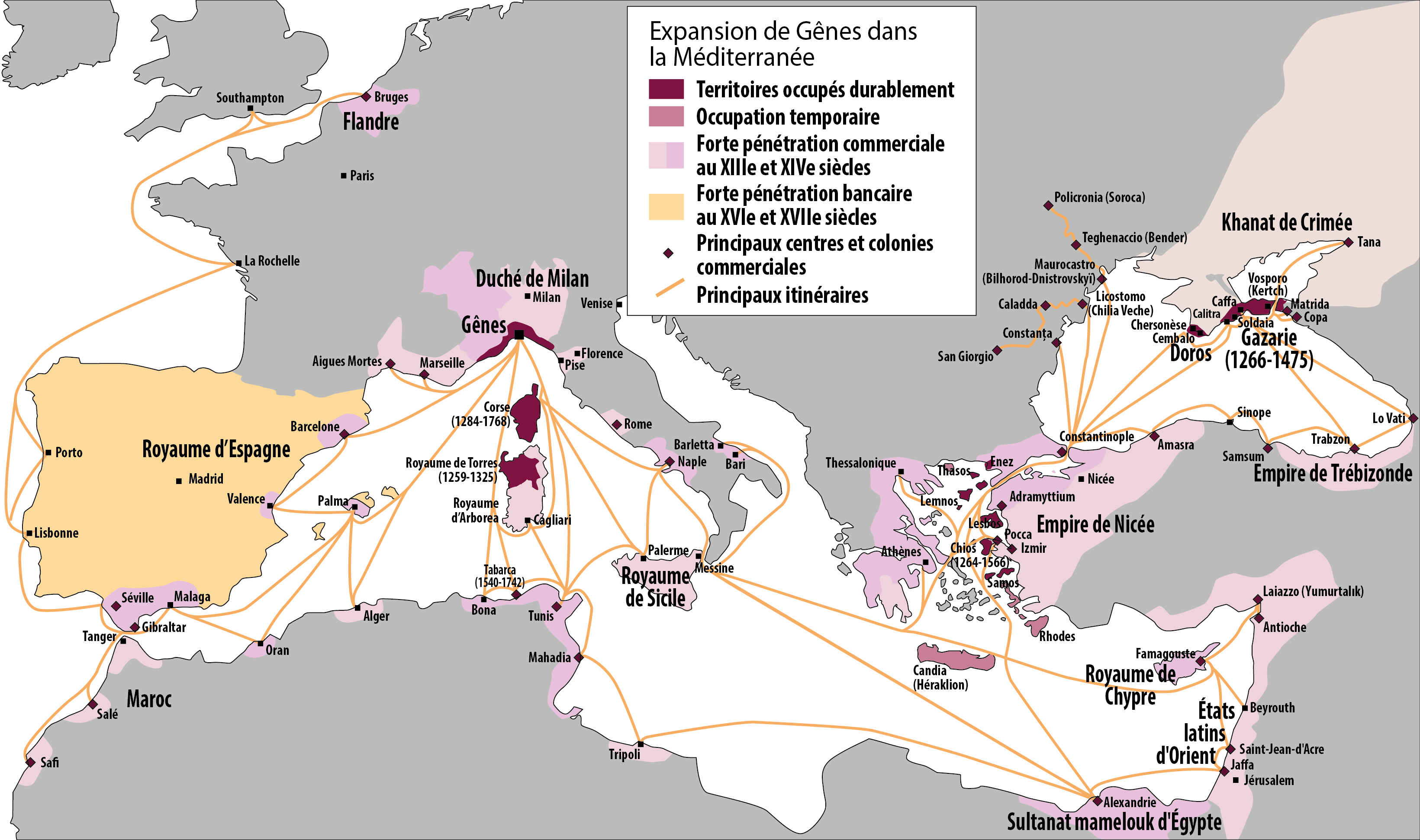
Réseau commercial de Gênes.
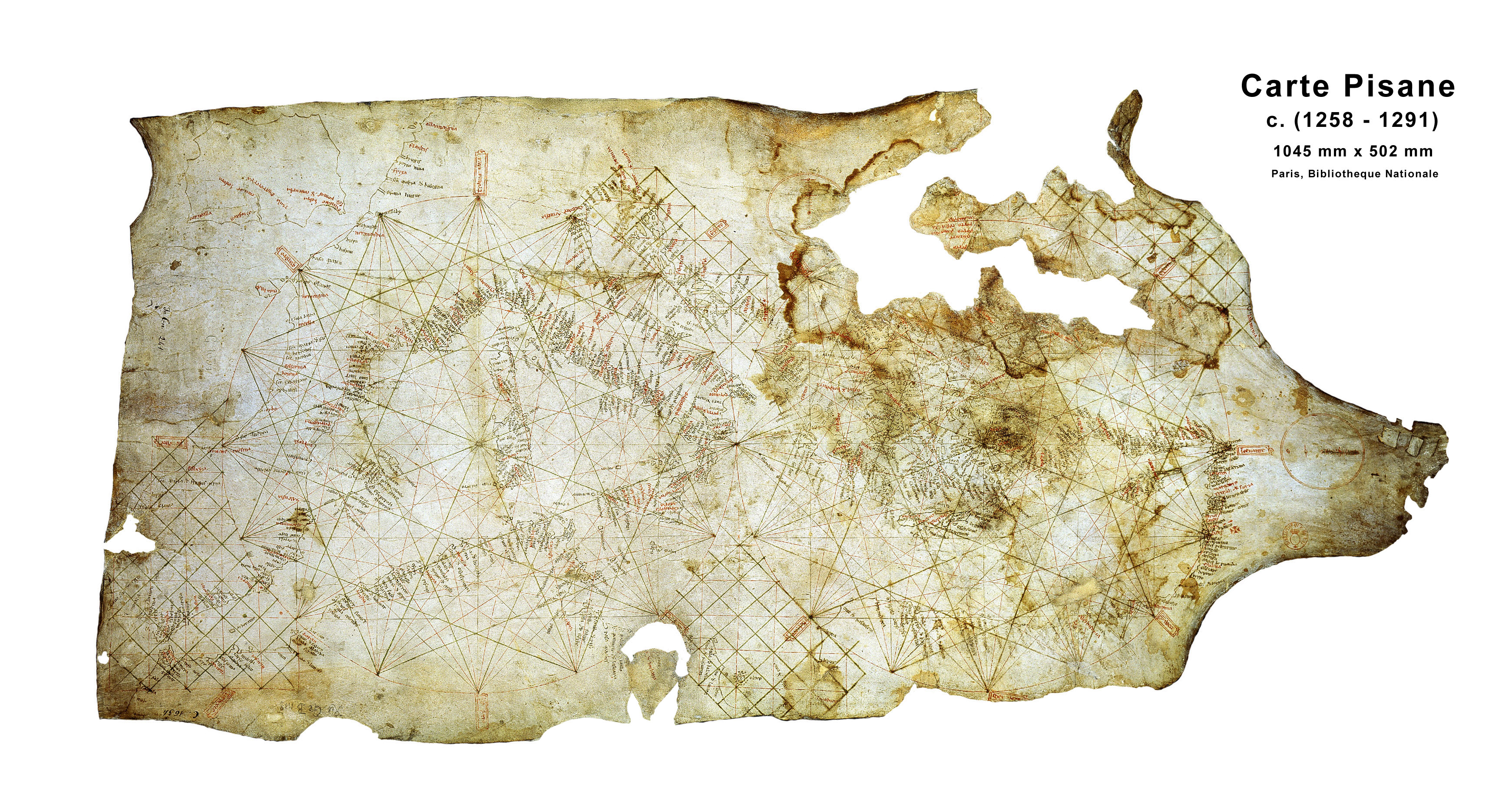
Carta Pisana (vers 1260-1290).
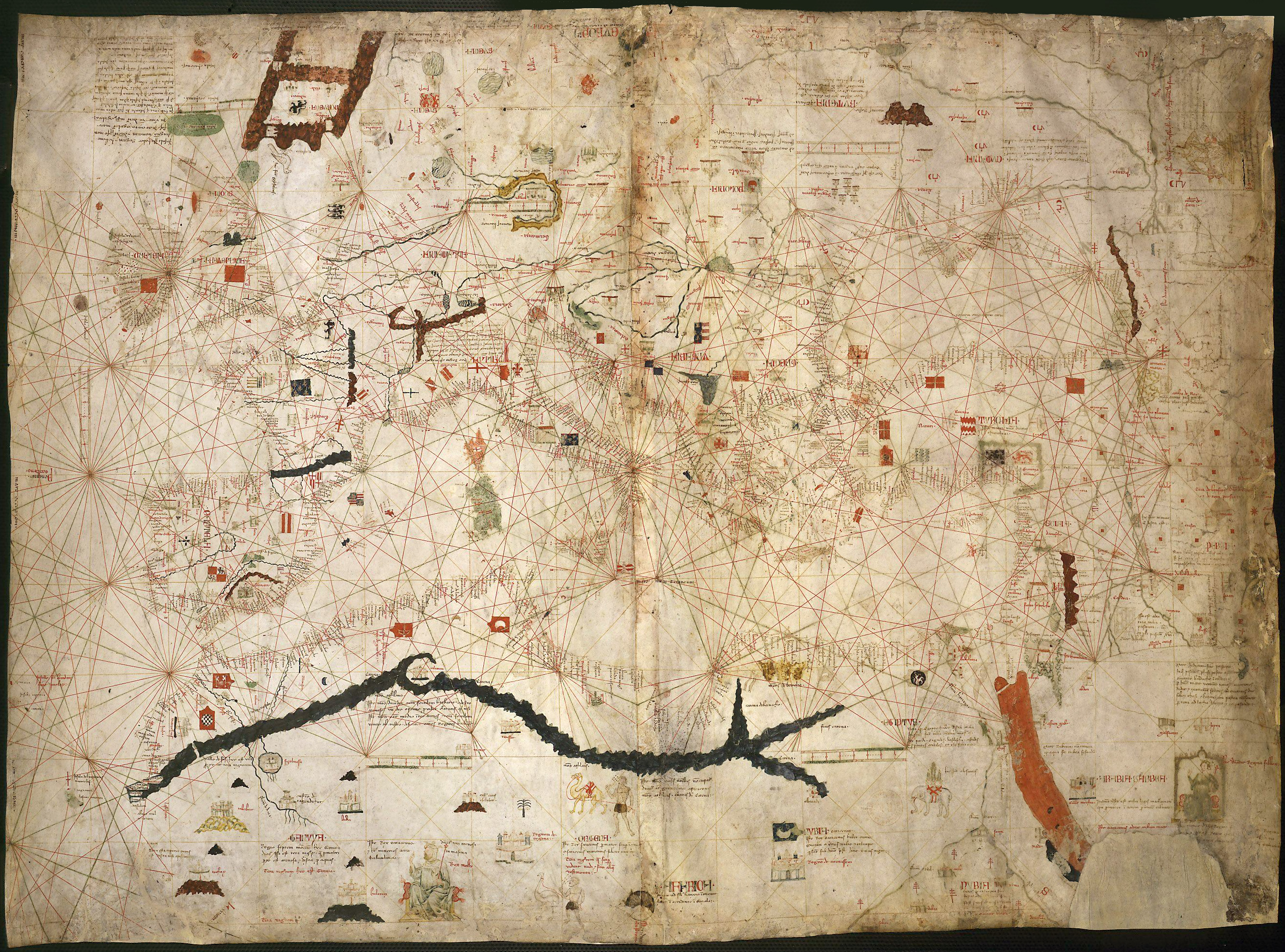
Angelino Dulcert (1339).
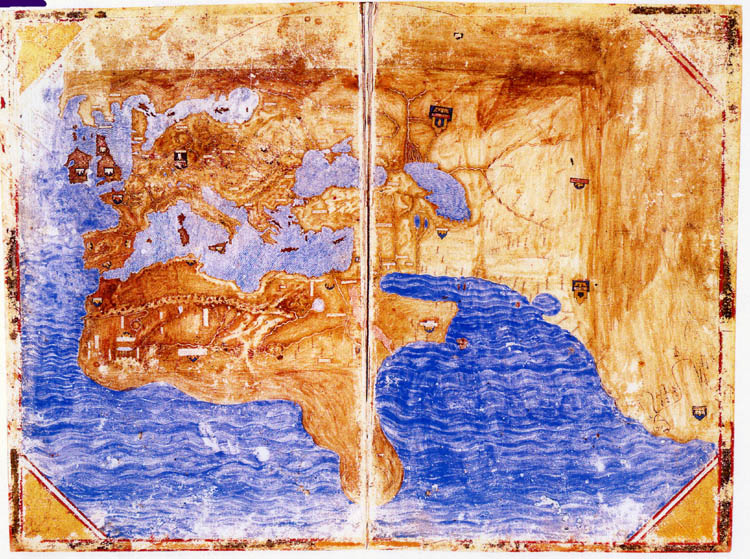
Portulan médicéen (Medici-Laurentian Atlas, 1351).
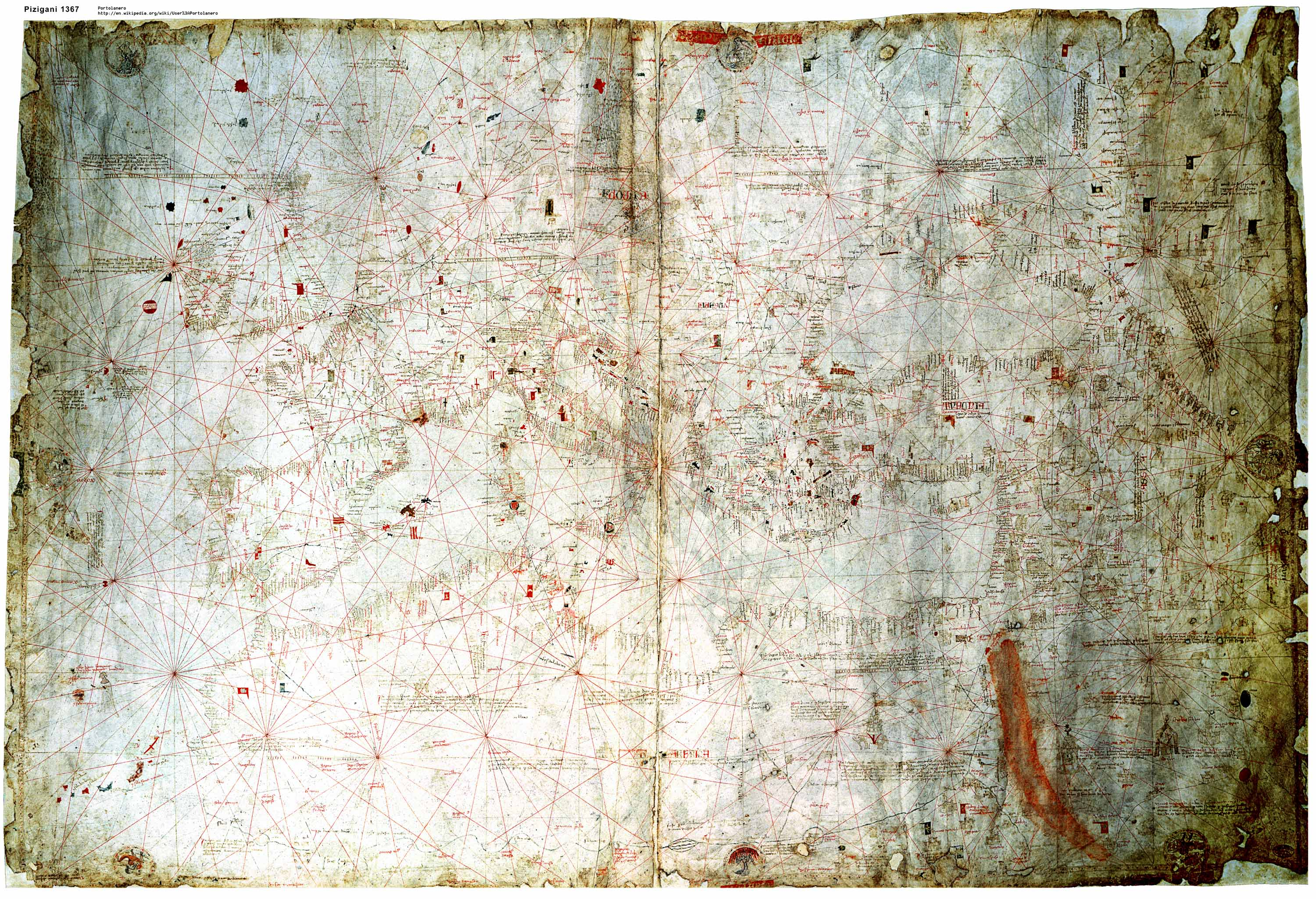
Domenico et Francesco Pizzigano (en) (1367).
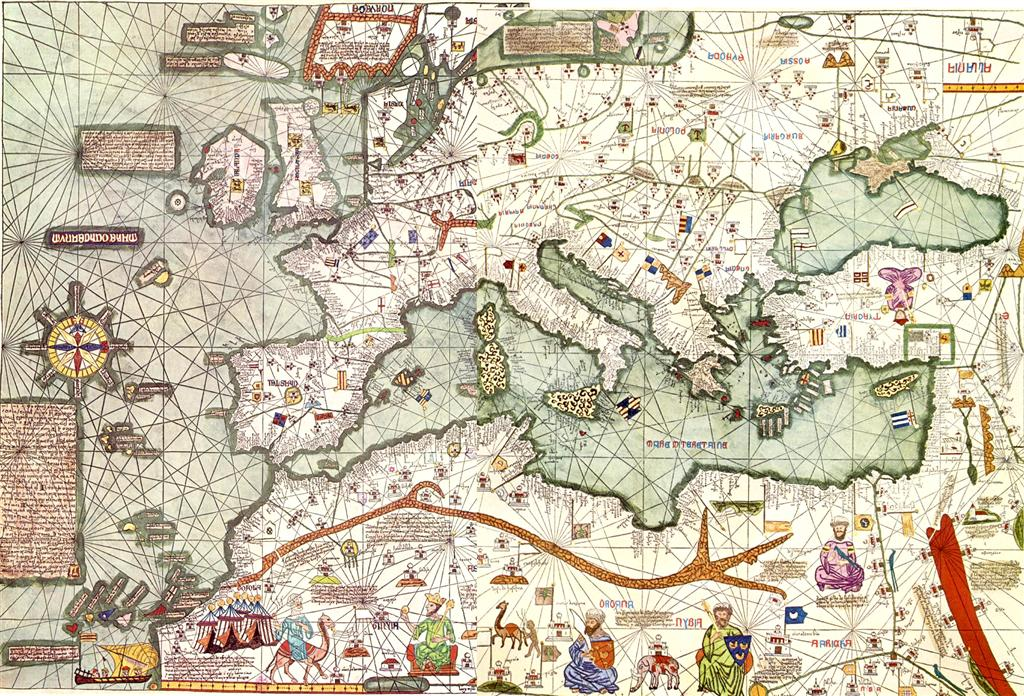
Atlas catalan (vers 1375).
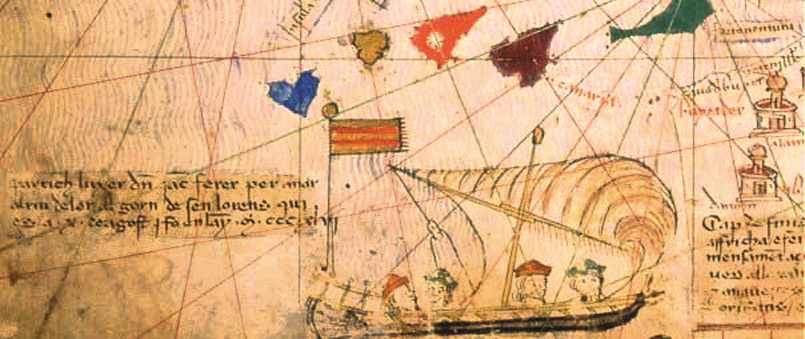
Abraham Cresques et/ou Jehuda Cresques (vers 1375).
Guillem Soler (vers 1380).
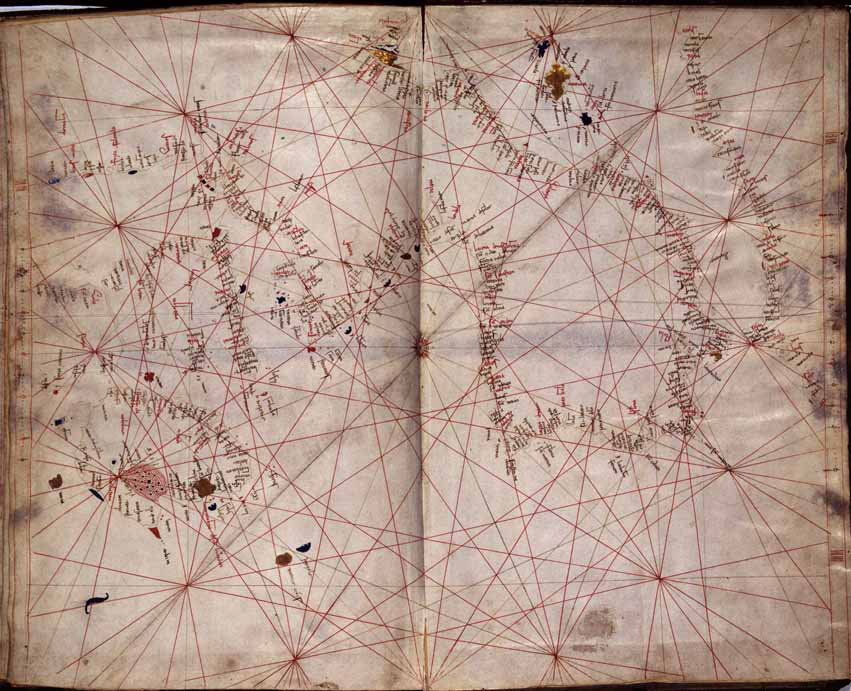
Atlas Corbitis (1384-1410).
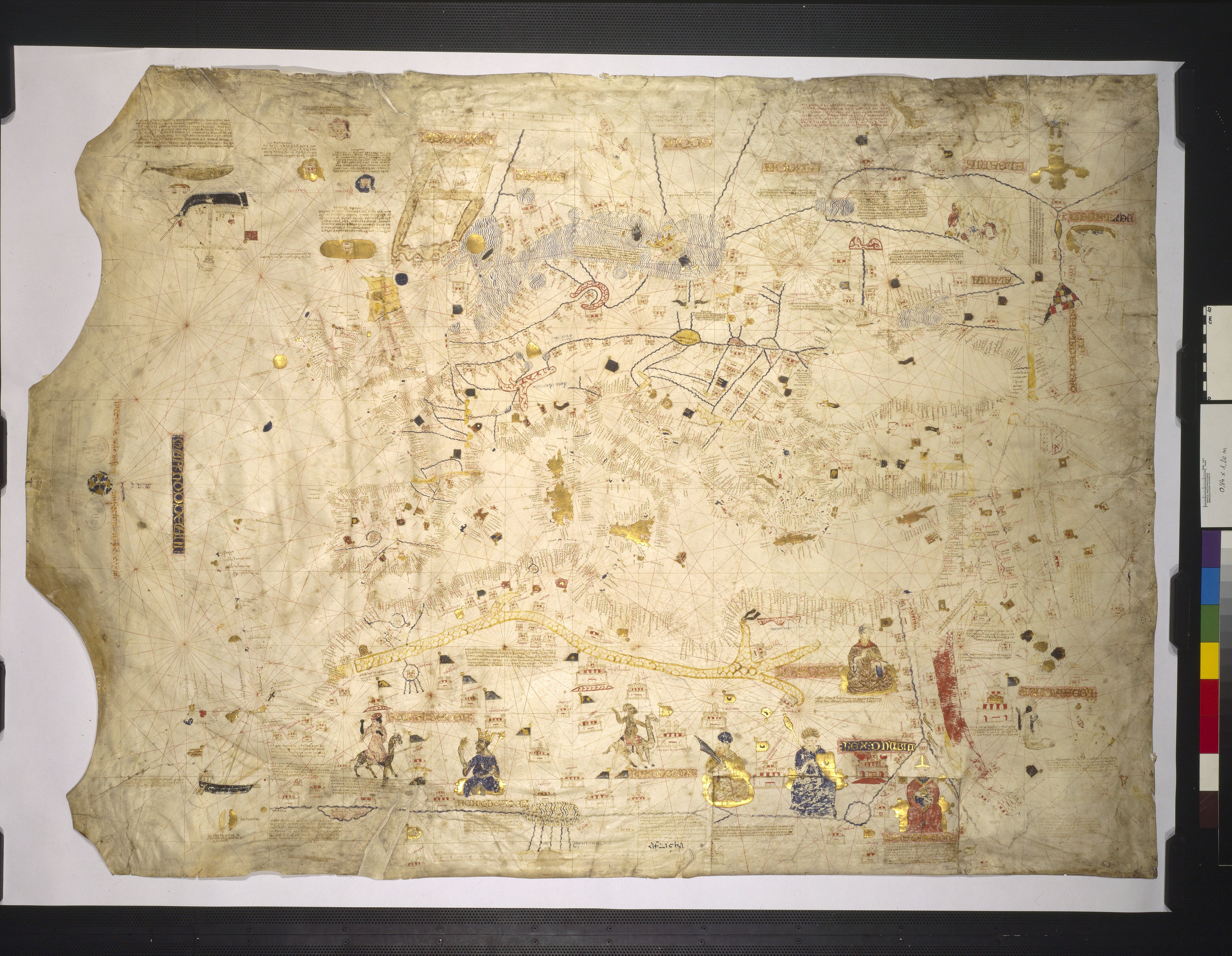
Mecia de Viladestes (pt) (1413).
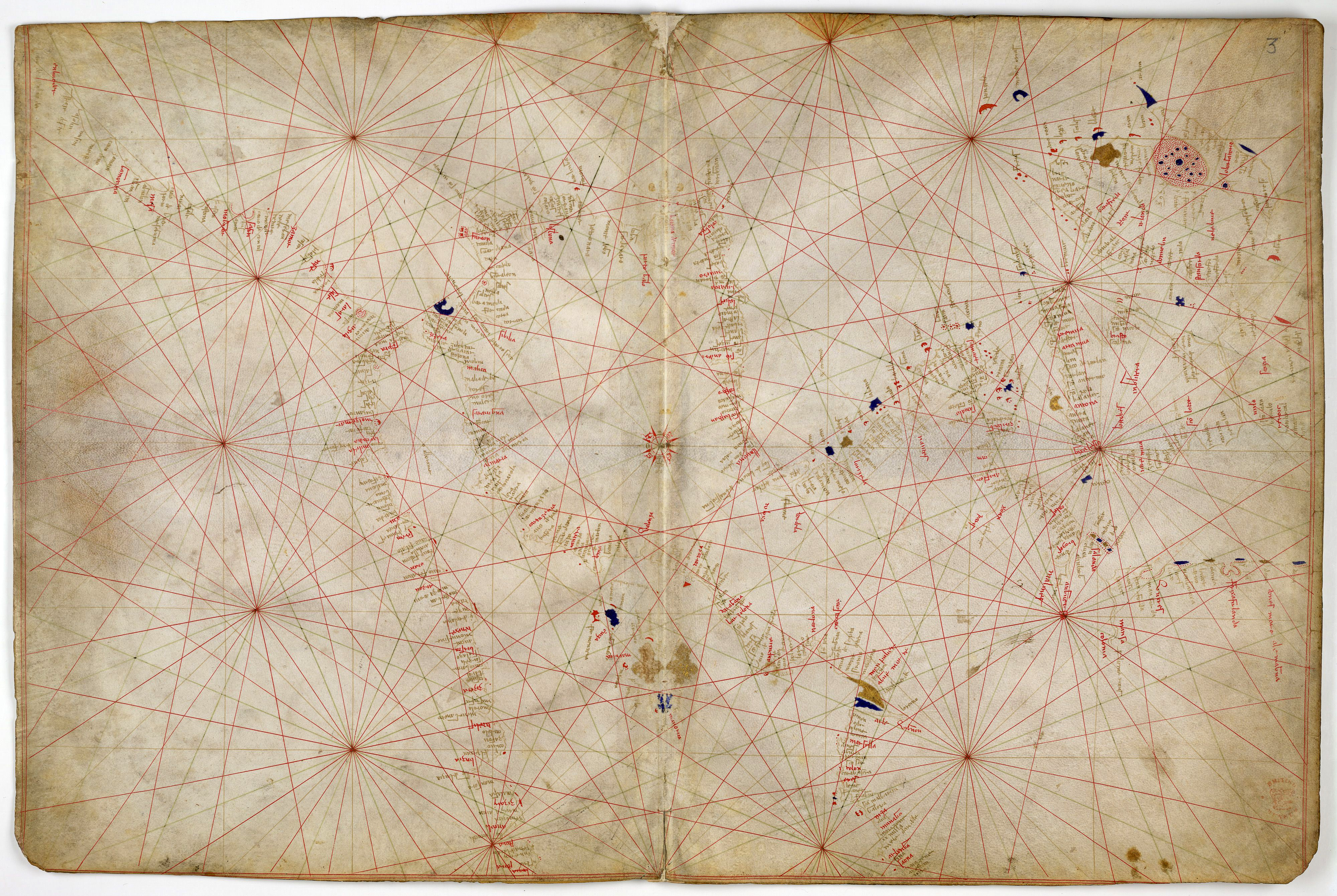
Atlas de Pinelli–Walckenaer (1400-1425).
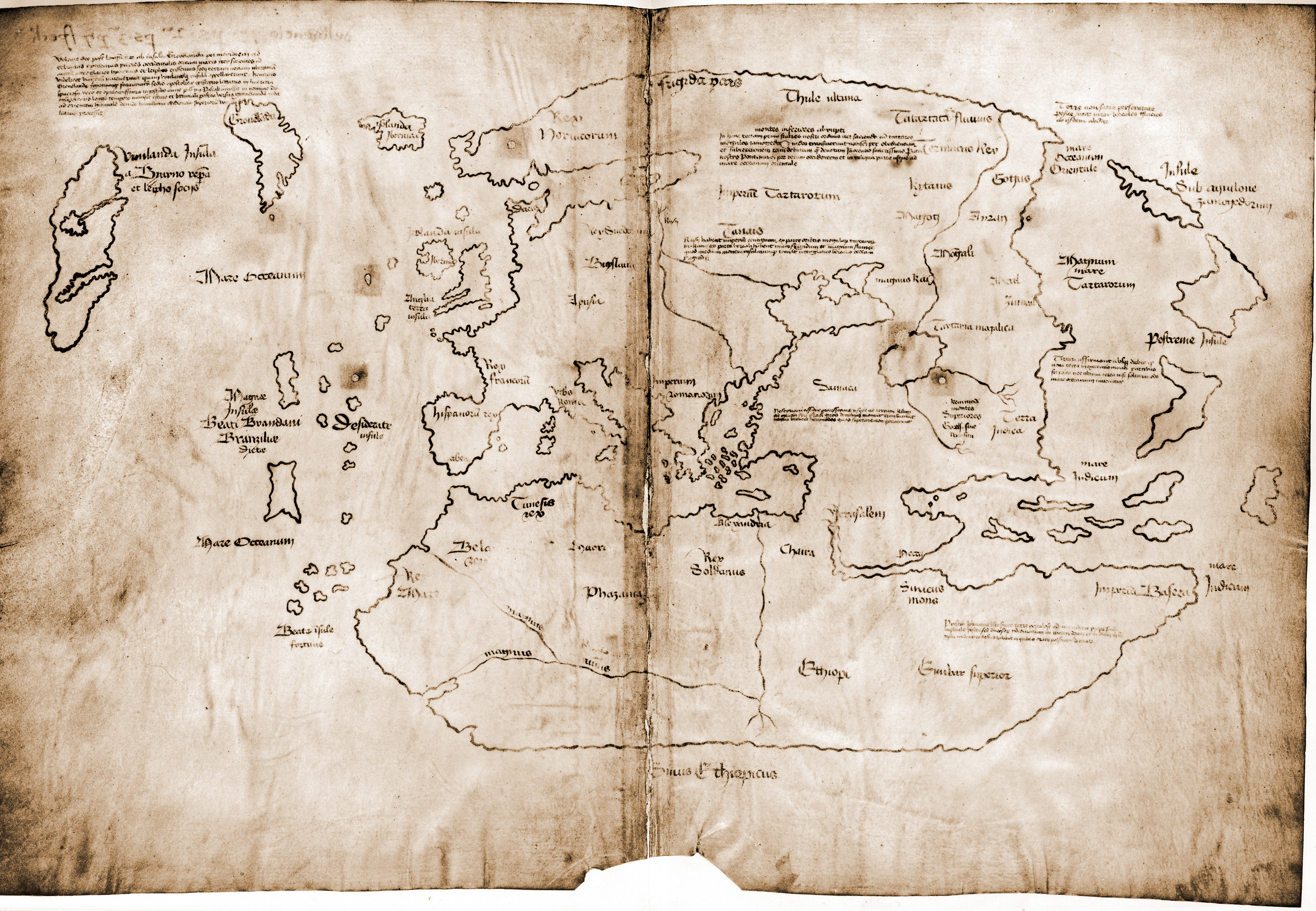
Carte du Vinland (1435 ?).
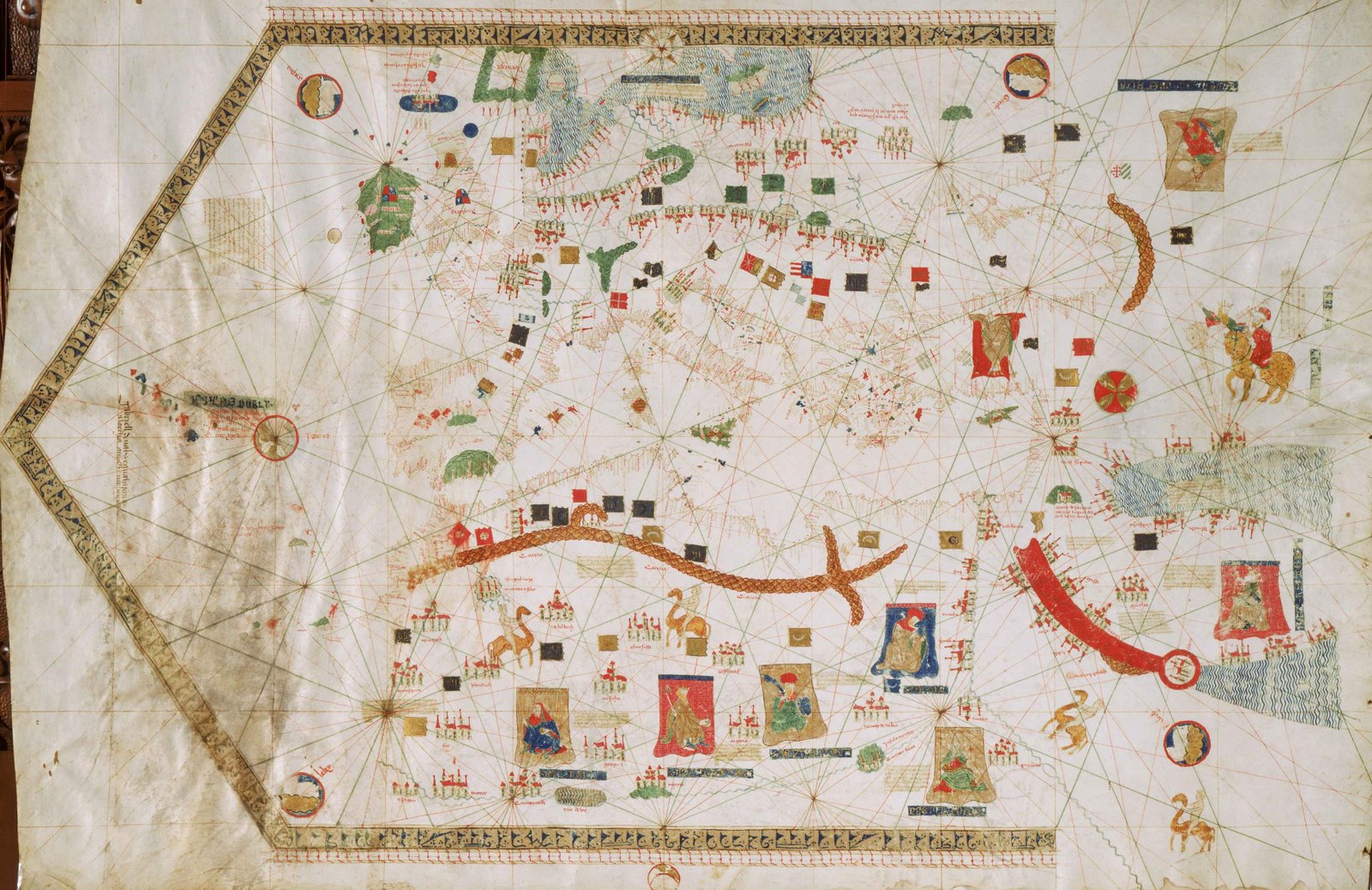
Gabriel de Vallseca (1439).
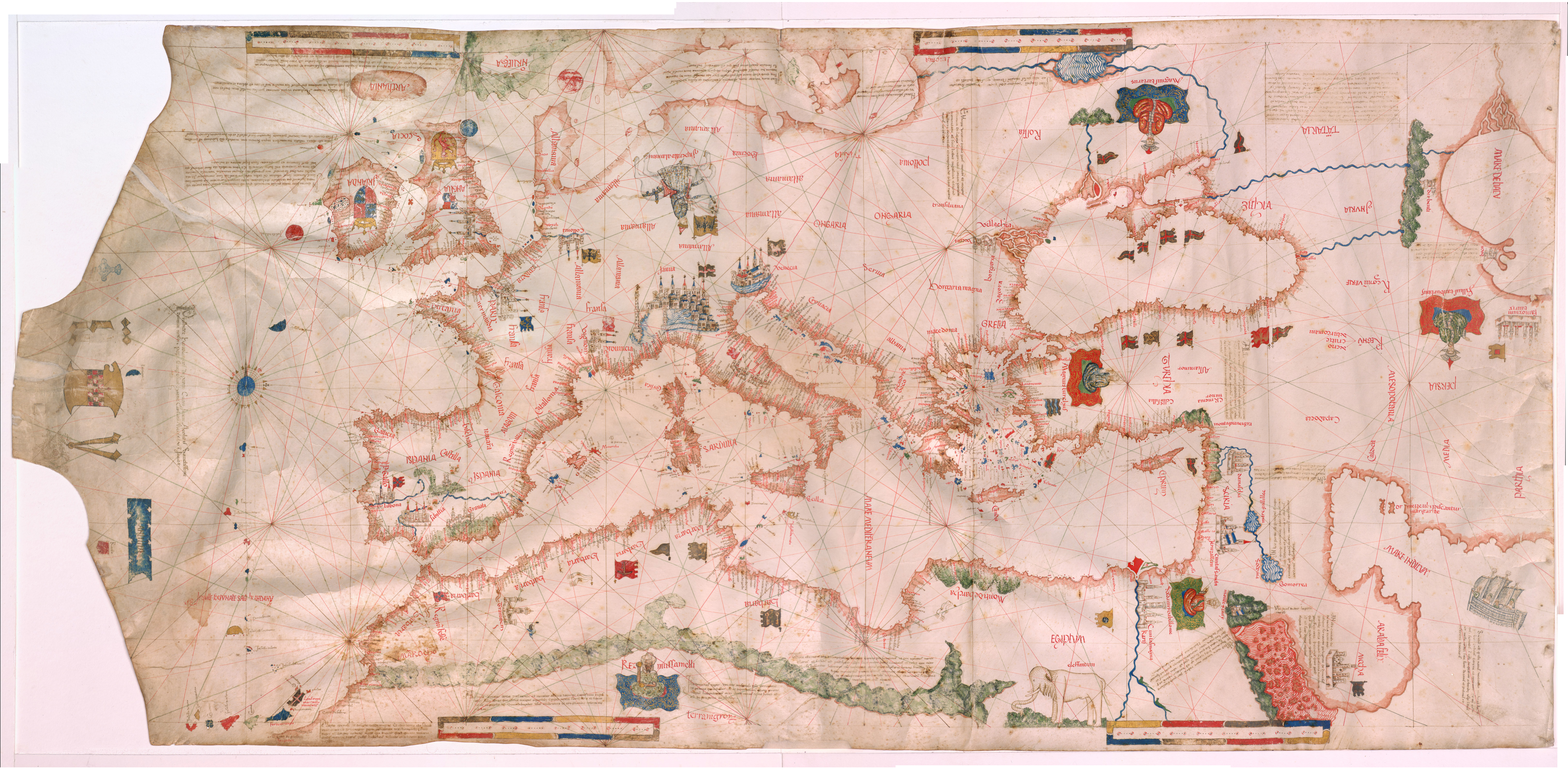
Bartolomeo Pareto (en) (1455).
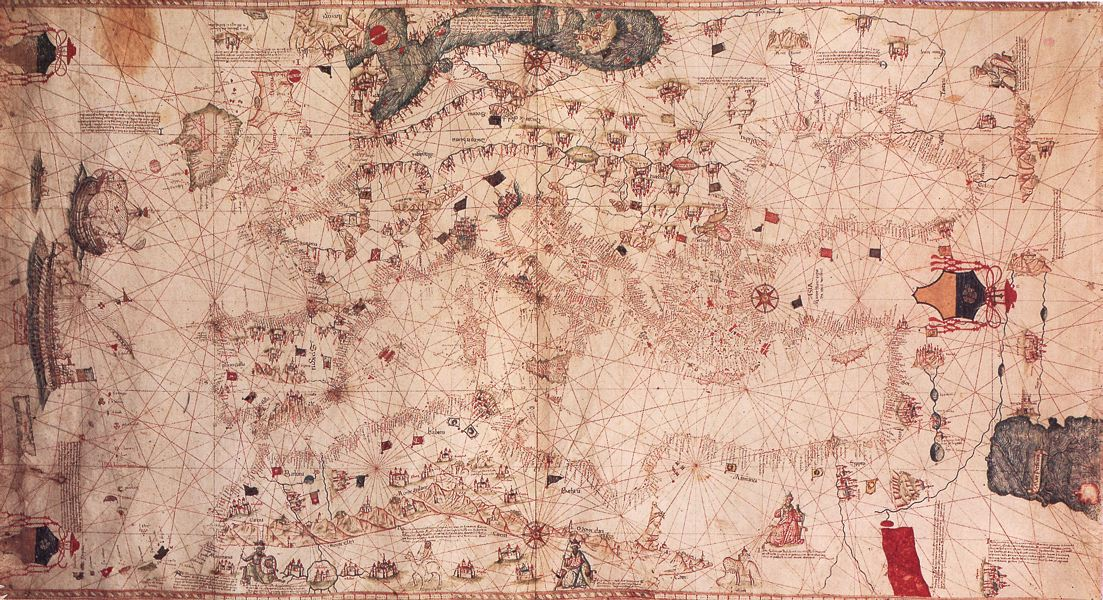
Grazioso Benincasa (1482).
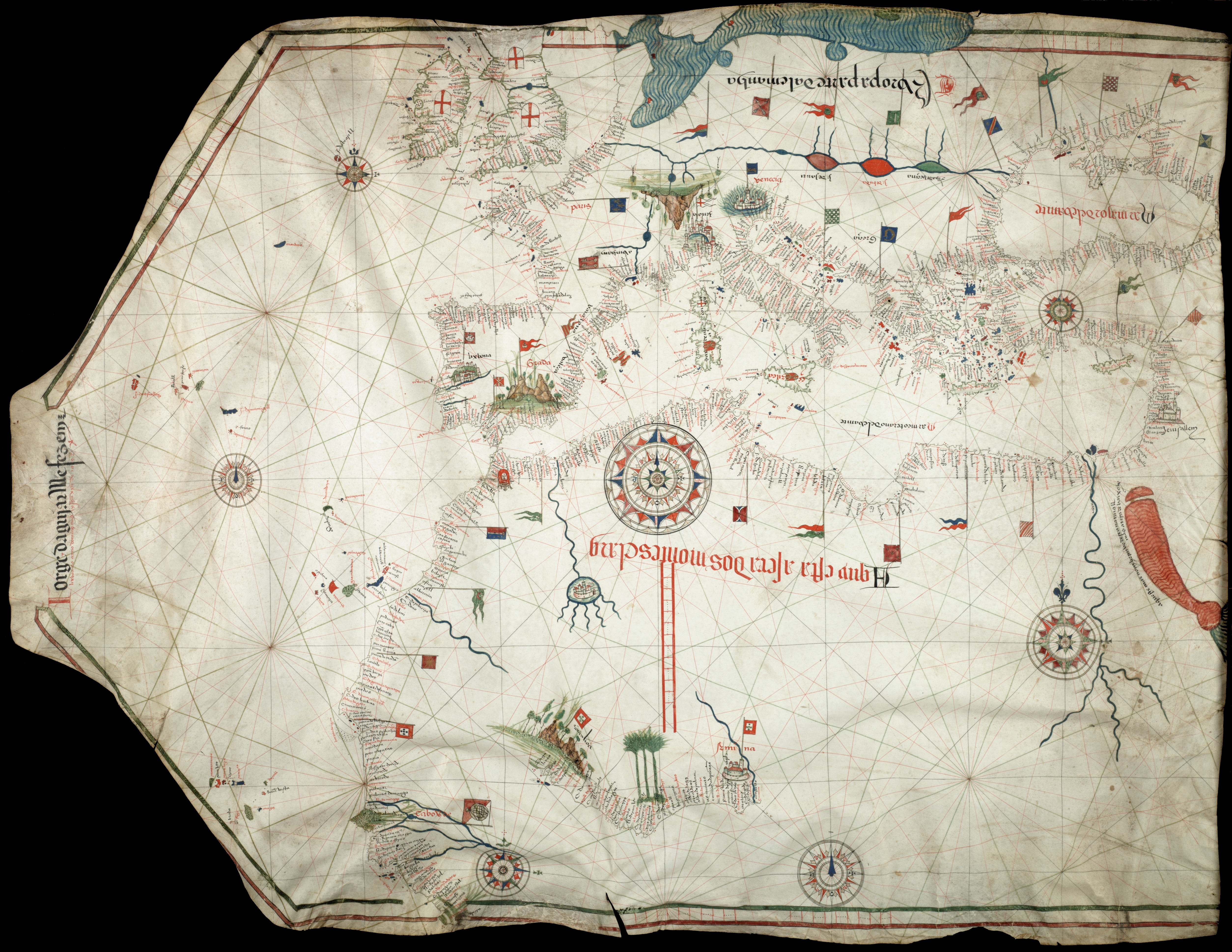
Jorge de Aguiar (1492).
Planisphère de Cantino (1502).

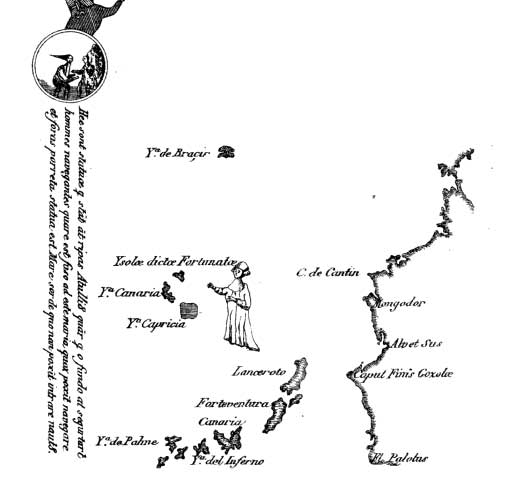
(1367), détail.

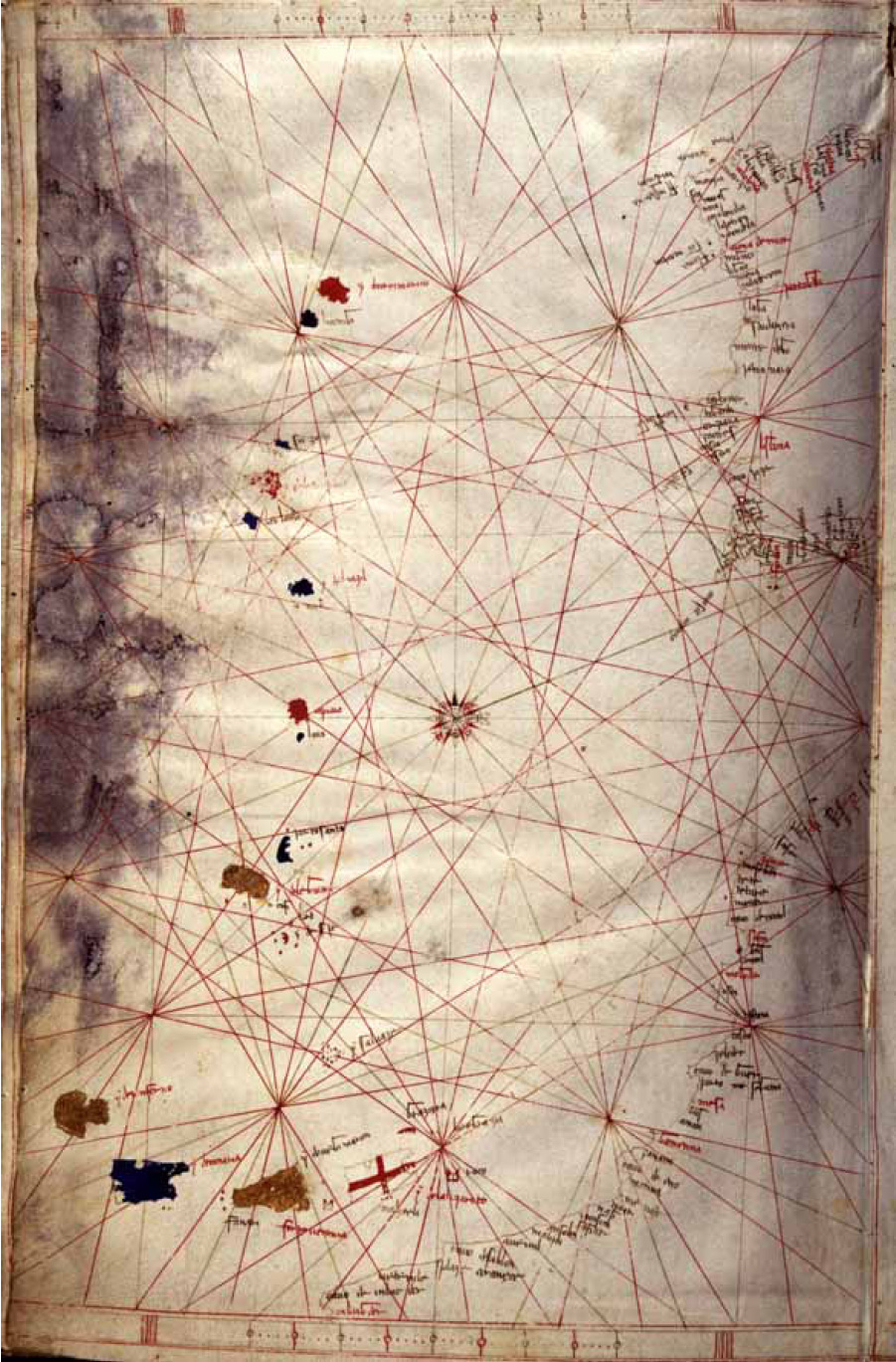
Atlas Corbitis (1384-1410), feuillet 4.

Les républiques maritimes, principalement italiennes, sont commercialement très actives.
L'École majorquine de cartographie produit des cartes maritimes, cartes-portulans, pour l'essentiel de la Méditerranée (et de la Mer Noire). Les îles de l'Océan Atlantique au large de l'Afrique en sont généralement absentes : îles fantômes, îles imaginaires, dont Antillia.
Les seules apparitions crédibles sont rares. L'origine des informations reste inconnue. Une source supposée serait le rapport d'un voyage exploratoire de 1341, sous Alphonse IV de Portugal, à partir des Îles Canaries (découvertes par Lancelot Maloisel vers 1325-1339). L'île de Madère, vraisemblablement connue depuis l'Antiquité, et escale pour les Vikings, notée dès 1351 sur un portulan de Florence et dans des documents géographiques arabes, est déclarée portugaise en 1419. Les îles du Cap-Vert sont découvertes par des explorateurs génois et portugais en 1456.
En ce qui concerne les Açores, rien n'est assuré avant le XVe siècle.

## XVesiècle

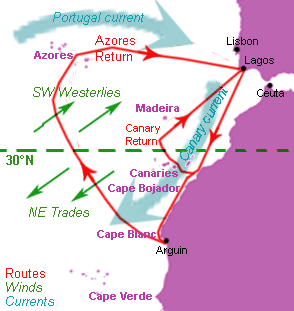
Courants et alizés, à l'époque d'Henri le Navigateur

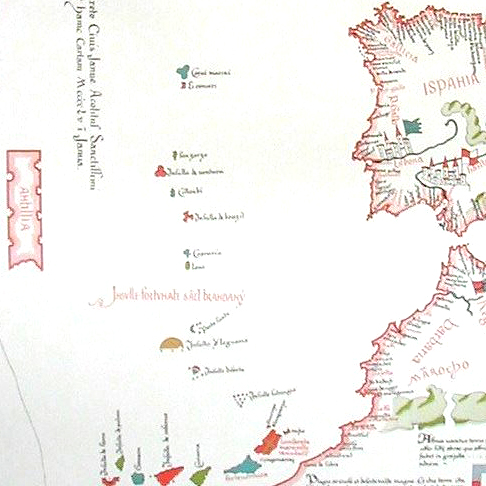
(1455)

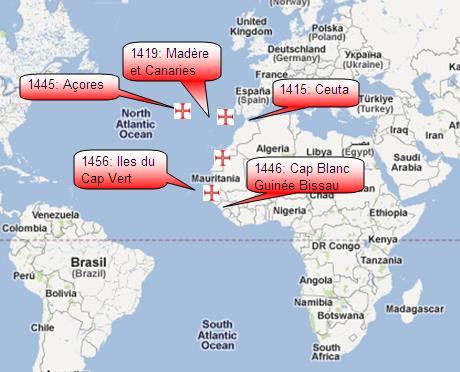
Découvertes sous Henri Le Navigateur

Le Royaume de Portugal (1139-1910) décide vers 1400 de prendre sa part dans la navigation et le commerce, avec une population d'environ 1 000 000 de Portugais. Le prince Henri le Navigateur (1394-1460) et son frère Pierre de Portugal (1392-1449) sont politiquement à l'origine des découvertes portugaises et de l'Empire colonial portugais (1415-1999).
Le navigateur vénitien Alvise Cadamosto (1432-1488) semble avoir joué un rôle de premier plan.
Diogo de Silves est le découvreur supposé en 1427, sans débarquement. Gonçalo Velho Cabral, en 1427 ou 1431, reconnaît le groupe des îlots rocheux des Formigas (au nord des Açores), puis est l'explorateur de l'archipel à partir de 1432, et le premier capitaine-donateur de São Miguel, où il introduit du petit bétail (moutons, chèvres, porcs, poulets).
Vers 1437, la compréhension du volta do mar (retour de mer), partie des vents d'ouest constants dans la zone, permet d'améliorer grandement la navigation retour, après la navigation aller par le courant des Canaries.
Vers 1440, une éruption volcanique au Sete Cidades (São Miguel) modifie l'ouest de l'île. Une seconde éruption du Sete Citades aurait eu lieu en 1460. Le peuplement de île de São Miguel commence en 1443, lentement, avec apport de bétail, d'oiseaux, de semences (blé, légumes), d'outillage agricole, et exemption de taxes pour cinq années. Le temps du défrichement, l'hébergement se fait en huttes de paille et de foin. Le recrutement se fait plus large : Portugal, Madère, Bretagne, Flandre, France, Normandie, minorités (Maures, juifs, néo-chrétiens). La charte royale du 20 avril 1447 exempte les habitants des îles de l'archipel de la dîme sur tous les produits en provenant. Les exportations se font à destination des garnisons militaires portugaises au Maroc (blé, pour Mazagão et Ceuta), et de la Flandre (canne à sucre, teintures (pastel, bruyère), cèdre, if). Les produits de la pêche et de la chasse ne sont alors guère exportés, et suffisent à la consommation locale et au ravitaillement des bateaux.
Vers 1452, l'île de Flores (Ilhas das Flores) et de Corvo (Ilhas Floreiras) sont reconnues par Diogo de Teive. L'île reçoit un peuplement de moutons en 1475, par Fernão Telles de Meneses, dont la veuve accorde au Flamand Willem van der Haegen (en) de s'y installer (1478-1480). L'île se peuple enfin de 1504 à 1510, sous l'autorité de João Fonseca.
Les îles de Faial ("île de l'Aventure" (Ilha da Ventura)1, puis "île de Saint-Louis" (Ilha de São Luís)), Pico ("Ilha do Pico") et São Jorge ("Ilha de São Jorge") sont peuplées vers 1460-1465, sous le gouverneur flamand Joss van Hurtere (pt), dont la ville capitale porte le nom d'Horta.
Sur Santa Maria, vers 1472, Vila do Porto et Vila Franca do Campo reçoivent la charte de cité. En 1480 Vila do Porto subit la première attaque connue de corsaires ou pirates barbaresques, qui vont longtemps sévir sur cet abri de bateaux en transit, désormais carrefour atlantique, relevant de la découverte du Brésil et de la colonisation portugaise de l'Amérique : réapprovisionnement en nourriture et en eau, transbordements, entrepôts, regroupement de bateaux en convois, protection contre les pirates, (Provedoria das Armadas (pt)).
Dès 1472, une expédition portugaise, financée par des armateurs danois, menée par Alvaro Martins Homem (1430-1482) et João Vaz Corte-Real (1450c-1501), vers le nord-ouest de l'océan Atlantique, cherche à trouver une route occidentale vers l'Asie : au cours de cette navigation, l'expédition passe au large d'une île dite Terra Nova do Bacalhau (littéralement, Terre-Neuve des morues). Le second voyage, en 1474, s'effectue vers cette île de Bacalhau ("Tierra de los Bacallao"), jamais identifiée avec certitude, peut-être Terre-Neuve, ce qui ferait de Corte-Real le précurseur de Christophe Colomb de plus de vingt ans, sans aucune notation de nouveau continent. Au retour, le roi du Portugal fait don à João Vaz Corte-Real de terres sur l'île de Terceira et le nomme Capitão-Donatário de Angra do Heroísmo.
Le traité d’Alcáçovas (4 septembre 1479), puis le traité de Tordesillas (7 juin 1494), textes fondateurs dans l’histoire du colonialisme, formalisent explicitement le fait que les Européens s’attribuent le pouvoir de diviser le reste du monde en “sphères d’influence” et d’en coloniser les territoires, considérés comme terrae nullius, sans se soucier du consentement d’éventuels peuples autochtones.
Les Açores sont inhabitées à leur découverte. Le premier peuplement humain connu est d'origine européenne. Aux Açores, à l'époque, le terme "açores" semble désigner un oiseau courant, peut-être importé, la buse variable (Buteo buteo). L'adjectif latin tardif, azureus (azuré) (donc bleu), tiré du mot d'origine arabe azur (azur en gallégo-portugais médiéval), paraît une origine plus probable.
L'esclavage de type colonial apparaît au milieu du XVe siècle, lorsque les Portugais, sous la direction d'Henri le Navigateur, capturent ou achètent des captifs africains pour les déporter vers leurs colonies de Madère et du Cap Vert. La traite atlantique débute en 1441 par la déportation de captifs africains vers la Péninsule ibérique pendant plusieurs décennies. La première vente de captifs noirs razziés des côtes atlantiques a lieu en 1444, dans la ville portugaise de Lagos. En 1455, le pape Nicolas V autorise le roi du Portugal à soumettre les populations musulmanes d'Afrique, à la suite des conquêtes de l'Empire Ottoman qui ferment à l'Occident l'accès à l'Asie. L'esclavage passe par les îles atlantiques ,.
Les territoires d'outre-mer portugais sont soumis à la juridiction spirituelle de l'Ordre du Christ ("Ordem de Cristo", 1319-1910) : d'abord depuis le siège de Tomar, puis de l'évêché de Funchal dès sa création (1514), puis de l'évêché de São Miguel (1533), avec diocèse d'Angra (et des Îles des Açores) (1534, Angra do Heroísmo) : foi populaire, culte du Saint-Esprit, croyances mystiques et millénaristes, dont témoigne par exemple le pèlerinage des Medeiros à São Miguel.

## XVIesiècle

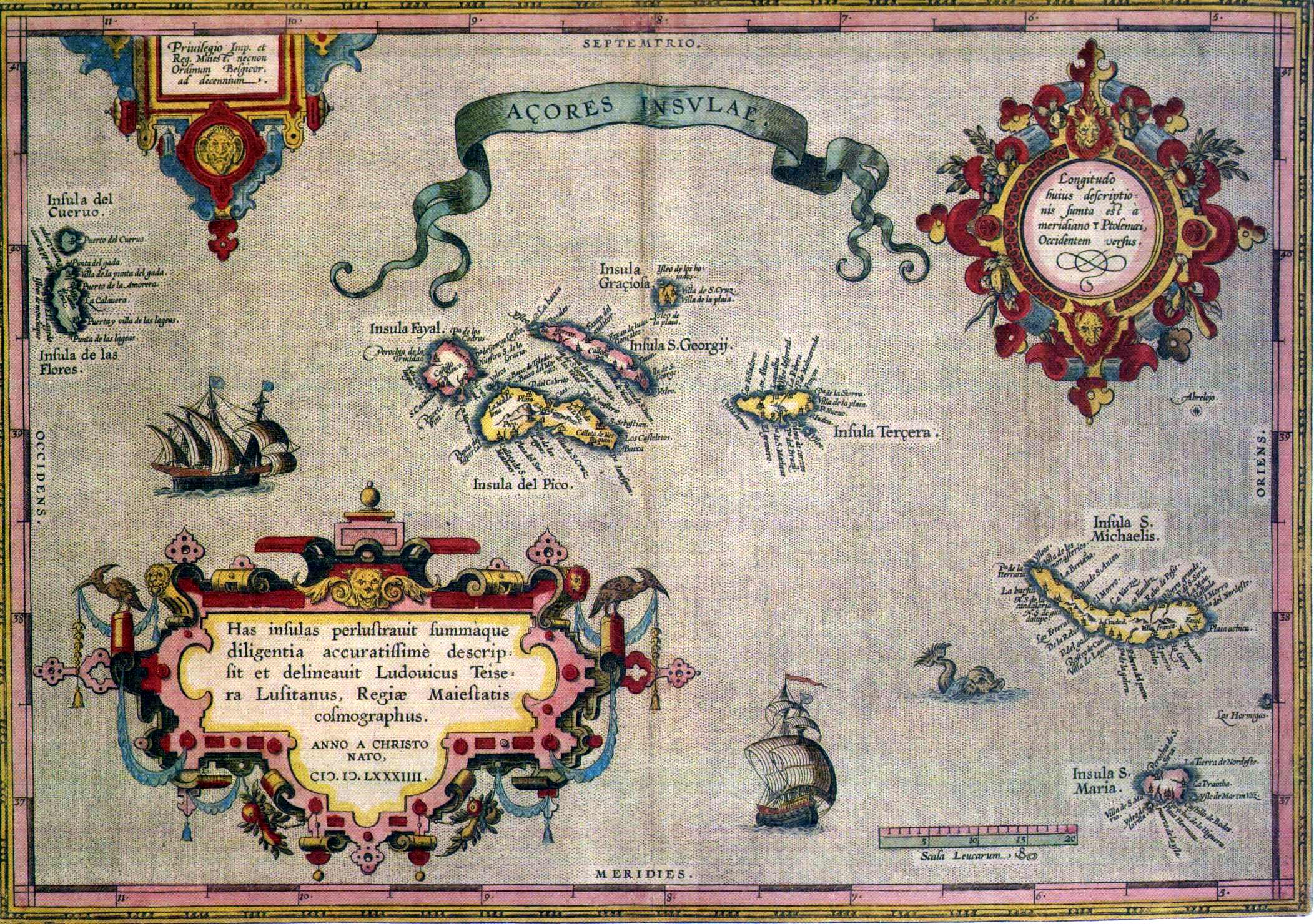
Luís Teixeira (1584).

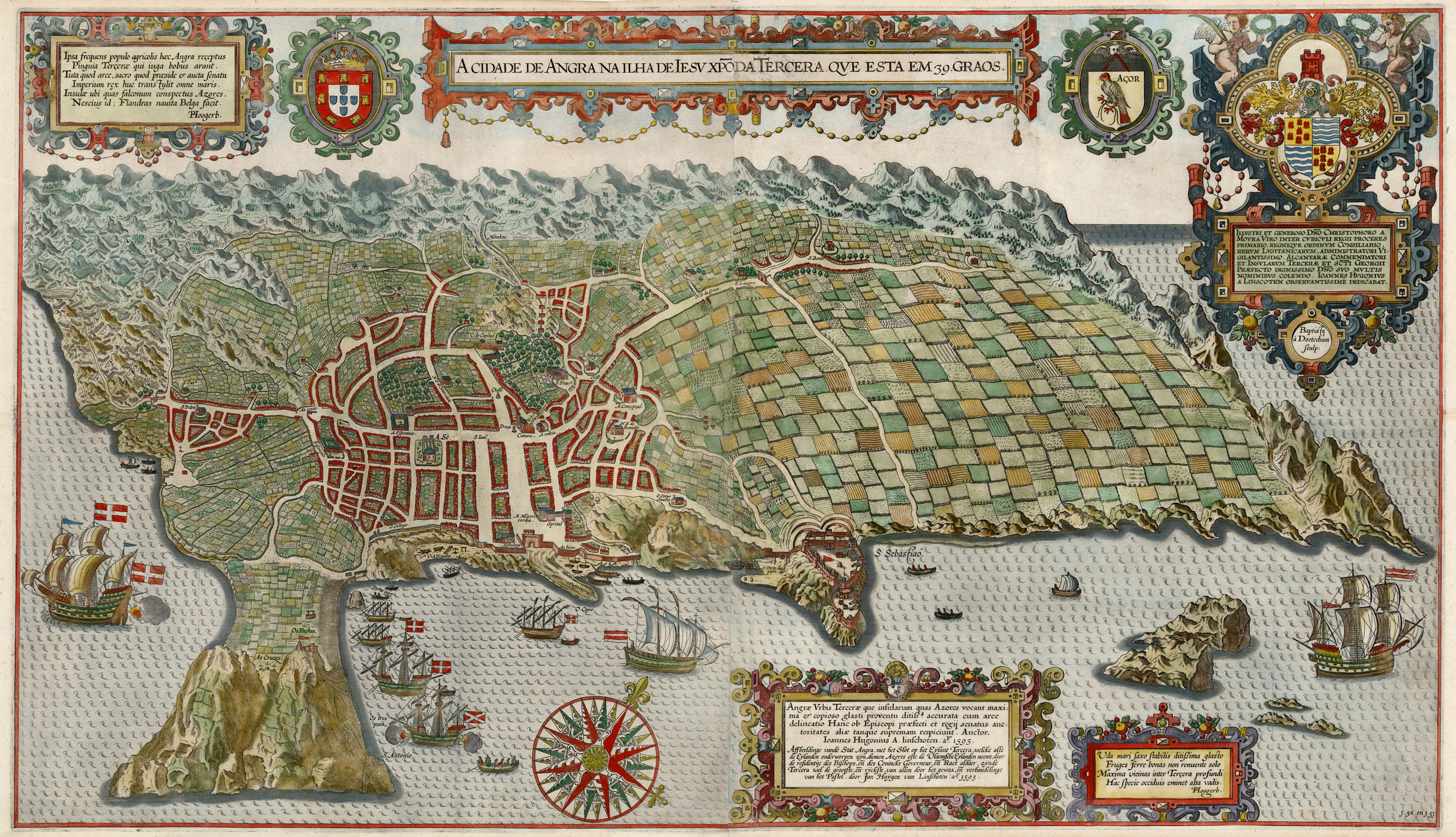
Plan de Terceira et Angra (1595) par Jan Huygen van Linschoten.

- Alvise Cadamosto (1432-1488), Navigatio ad terras ignotas (1507-1508, en vénitien), devenu célèbre en traduction latine Novus orbis regionum ac insularum veteribus incognitarum (1532)
- Giovanni Battista Ramusio (1485-1557), Description de l'Afrique
- Léon l'Africain (1494-1554 ?), Description de l'Afrique (vers 1530)

La Graciosa est peuplée un peu avant 1510, sous la direction de Pedro Correia da Cunha (en) et Vasco Gil Sodré (en).
L'administration territoriale de l'empire colonial portugais se fait sous forme de capitainerie, avec contrôle des terres, collecte des taxes (dont 10 % reviennent au responsable), monopole des moulins, du commerce du sel et des fours à pain.
Les terres sont concédées à des colons réputés capables, selon le système de sesmaria, variante de bail emphytéotique, avec obligation de défricher et valoriser dans un délai de cinq ans les terres attribuées, ce qui favorise le recours à l'esclavage. En réaction au pouvoir semi-féodal, quasi illimité et héréditaire, des capitaines des donateurs, les populations rapidement reconstituent les institutions municipales de leurs villes et villages d'origine. Vers 1525, le pouvoir municipal est déjà complètement structuré aux Açores, avec plus de 60 % des conseils actuels des Açores dûment constitués et dotés de la charte respective. Le troisième élément est le magistrat royal, sans statut de résident, qui exerce des fonctions d'inspection et de justice, et de respect du pouvoir royal.
Le tremblement de terre de Vila Franca (pt), à São Miguel, le 22 octobre 1522, provoque des milliers de morts, à l'origine de la Romance de Vila Franca (pt), est suivi d'une épidémie de peste, responsable également de milliers de morts. D'autres tremblements de terre et éruptions volcaniques à São Miguel, Terceira, Pico et São Jorge, avec des inondations, font du XVIe siècle le plus calamiteux de l'histoire des Açores.
Des Açores, partent des voyages d'exploration, mais aussi de pêche, en direction de Terre-Neuve, où les navigateurs portugais sont les premiers Européens depuis les Vikings. L'utilisation du volta do mar (retour de mer) fait des Açores comme un centre de l'Atlantique pour la navigation.
En 1578, la bataille des Trois Rois, à proximité de Ksar El Kébir (Maroc) voit la défaite du roi portugais Sébastien Ier, assisté de son allié le sultan marocain déchu, Muhammad al-Mutawakkil, et la victoire de l'armée du sultan marocain nouvellement porté au pouvoir, Abu Marwan Abd al-Malik, composée majoritairement de cavaliers et de fantassins marocains répondant à l'appel de la guerre sainte et renforcée par une participation ottomane, rangée sous la bannière saadienne, composée de cavaliers zouaouas, d'artilleurs turcs et d'arquebusiers andalous. Le projet portugais d'invasion du Maroc s'achève, en même temps que meurent les trois principaux protagonistes. Philippe II d'Espagne prend possession du Portugal, tandis que le frère du sultan Ahmed al-Mansour monte sur le trône chérifien.
En 1580, Philippe II d'Espagne se proclame roi du Portugal, contre Antoine de Portugal, ce qui fait des Açores une possession espagnole. Terceira (La troisième (île), ou "Islas de Flamengos", l'île des Flamands), ainsi surnommée pour la forte population flamande, depuis que Jácome de Bruges (1418-1474) en a été le donataire désigné en 1445, résiste durablement (autour de Ciprião de Figueiredo e Vasconcelos au pouvoir espagnol (représenté par l'évêque Pedro de Castilho (pt), vite réfugié à São Miguel), grâce à un épisode de la guerre de Succession du Portugal (1580-1583), la bataille de Salga le 25 juillet 1581, qui se solde par une défaite espagnole... devant un troupeau de taureaux libérés dans ce but.
La bataille des Açores, ou bataille de Vila Franca (26 juillet 1582), oppose les forces espagnoles (28 navires) menées par Álvaro de Bazán aux forces portugaises (60 navires, principalement français) menées par Philippe Strozzi À la suite de cette bataille remportée par l'Espagne, et d'une récidive en 1583, les Açores sont envahies par le Royaume d'Espagne. Le Royaume de Portugal est rattaché à l'Espagne en 1583, avec tous les territoires portugais à travers le monde.
La Conquête des Açores désigne surtout une bataille navale, le 2 août 1583, qui voit la victoire définitive des troupes espagnoles. En 1584, la nouvelle expédition espagnole, alignant 10 000 soldats castillans, 1 500 soldats allemands et deux compagnies italiennes, s'impose à Terceira et aux îles proches. La répression inspire une légende noire.
Les Açores, à l'exception de Terceira, servent désormais d'escale aux galions espagnols.
Le Voyage aux Açores de 1589 (en) désigne une série de conflits durant la guerre anglo-espagnole (1585-1604). Un des événements majeurs de cette guerre, loin des Açores, reste l'épisode de l'Invincible Armada le 6 août 1588.
En 1599-1600, une épidémie de peste bubonique fait environ 7 000 morts à Terceira.

## XVIIesiècle

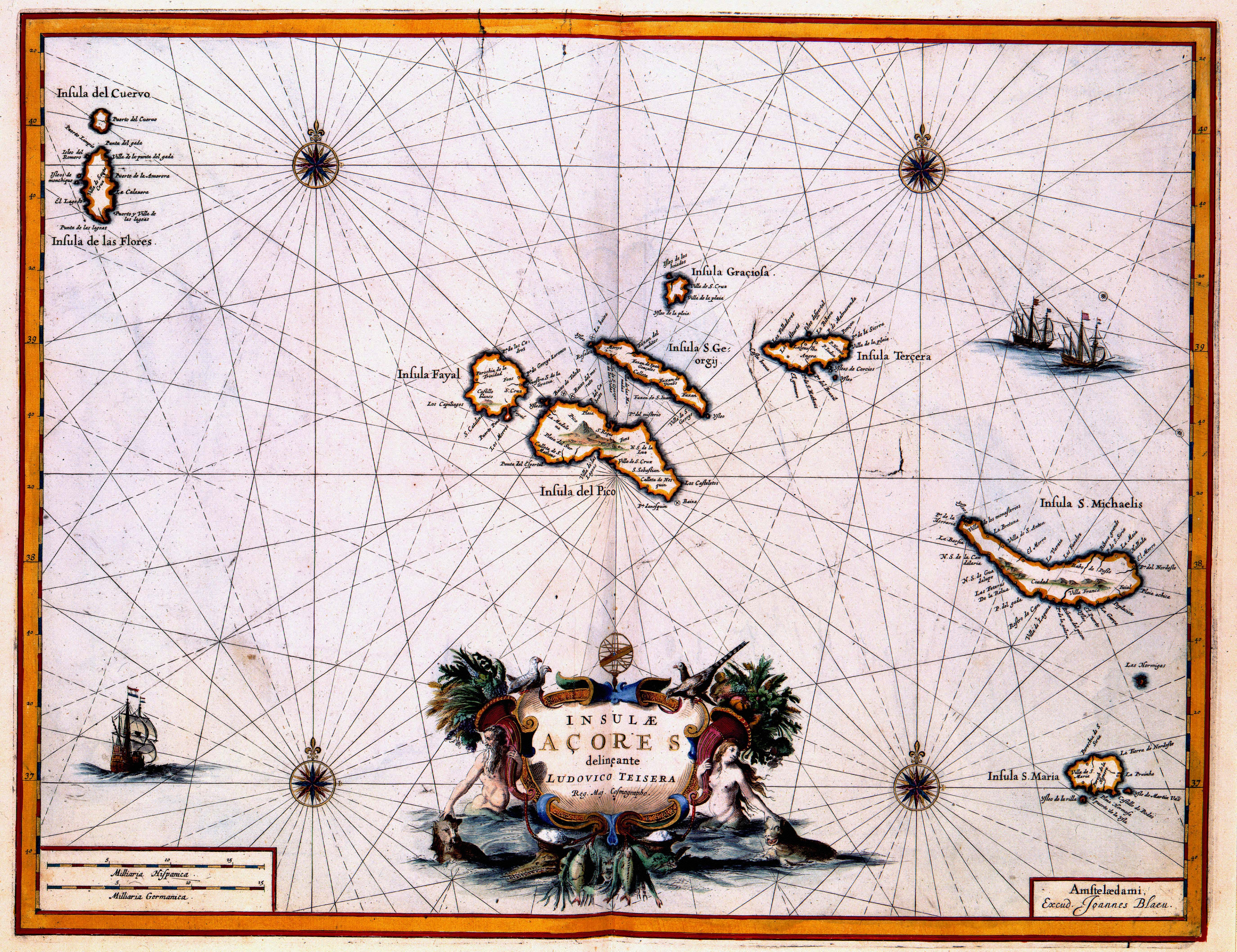
Johannes Blaeu (1673).

Le Brésil colonial fait appel, pour contrer les autres tentatives de colonisation européenne (comme la France antarctique (1555-1560) ou la France équinoxiale (1612-1615)), à la colonisation portugaise. Dès 1617, la colonisation des États autonomes du Maranhão, du Pará et du Ceará se fait en partie avec une population émigrée des Açores.
L'Union ibérique (1580-1640) finit par décliner, et la révolte du Portugal 1er décembre 1640 entraîne la guerre de Restauration de l'indépendance du Portugal (1640-1668), qui prend fin au Traité de Lisbonne (1668). Francisco Ornelas da Câmara (pt) (1606-1664) établit la restauration aux Açores, par la prise de la forteresse de Saint-Jean Baptiste de Terceira (pt) (1641-1642). À la suite de sa déchéance, Alphonse VI (roi de Portugal) est envoyé en résidence à Terceira (1669-1675).
L'archipel des Açores redevient possession portugaise, dans le Second Empire portugais (1580-1822).
Plus tard, à partir de 1670, la Couronne elle-même favorise l'émigration des Açoriens vers le sud du Brésil : Santa Catarina, Nossa Senhora do Desterro, Porto Alegre et São Pedro do Rio Grande.
À partir de 1685, après la révocation de l'édit de Nantes en France, une centaine de huguenots français viennent s'installer aux Açores.
En 1692-1694, se déroule la révolte du taro, protestation contre l'imposition de taxes (dîme) sur la culture de ce végétal, considéré comme la nourriture principale des pauvres et des esclaves. Parmi les conséquences, des pénuries alimentaires et une émigration aux États-Unis.

## XVIIIesiècle

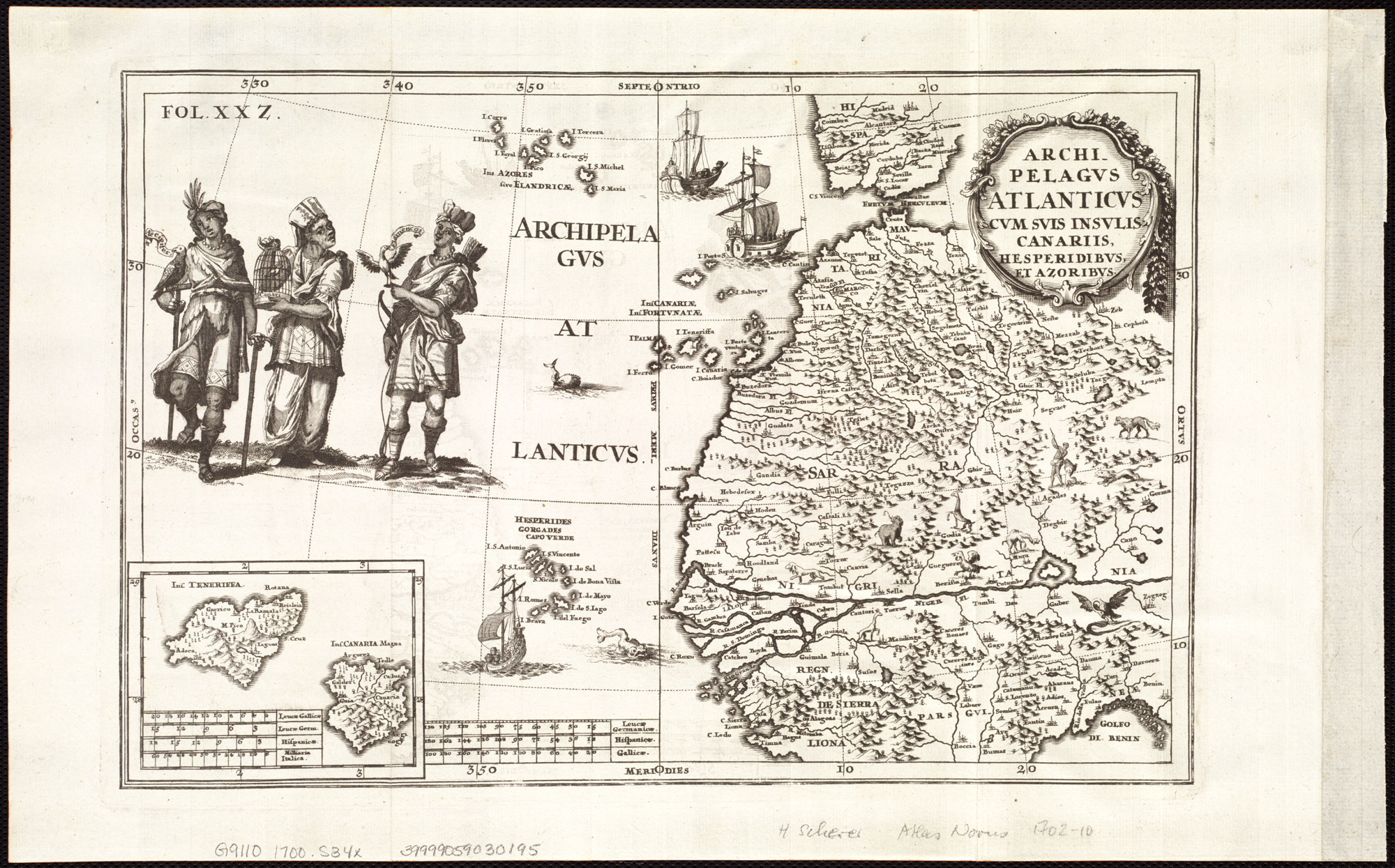
Heinrich Scherer, 1702.

Le siècle connaît de nombreuses catastrophes naturelles, éruptions sous-marines et terrestres, cyclones, tempêtes tropicales, etc. Le séisme du 1er novembre 1755 à Lisbonne provoque un tsunami qui ravage également une partie de l'archipel des Açores (ainsi que du Cap-Vert et de la Martinique).
Le décret du 2 août 1766 abolit le système de capitainerie et établit la Capitainerie générale des Açores (pt) (1766-1832). Le capitaine général, sorte de vice-roi, résidant à Angra, exerce sur les neuf îles de l'archipel des pouvoirs judiciaires, fiscaux et militaires, ainsi que la tutelle complète sur les communes et le contrôle de la vie économique. Chaque île est gérée par un gouverneur. Des juges étrangers (pt), en quelque sorte préfets, représentent le pouvoir royal, administrent la justice, président les municipalités
Le 23 février 1771, l'archipel rejoint Madère, et pour un temps le Cap-Vert, pour former la province des Îles adjacentes (pt).

## XIXesiècle

Liste de déportés à bord de la frégate Amazona en 1810.

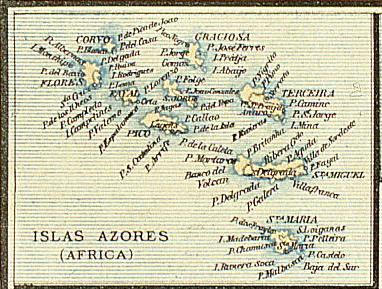
Carte de 1888

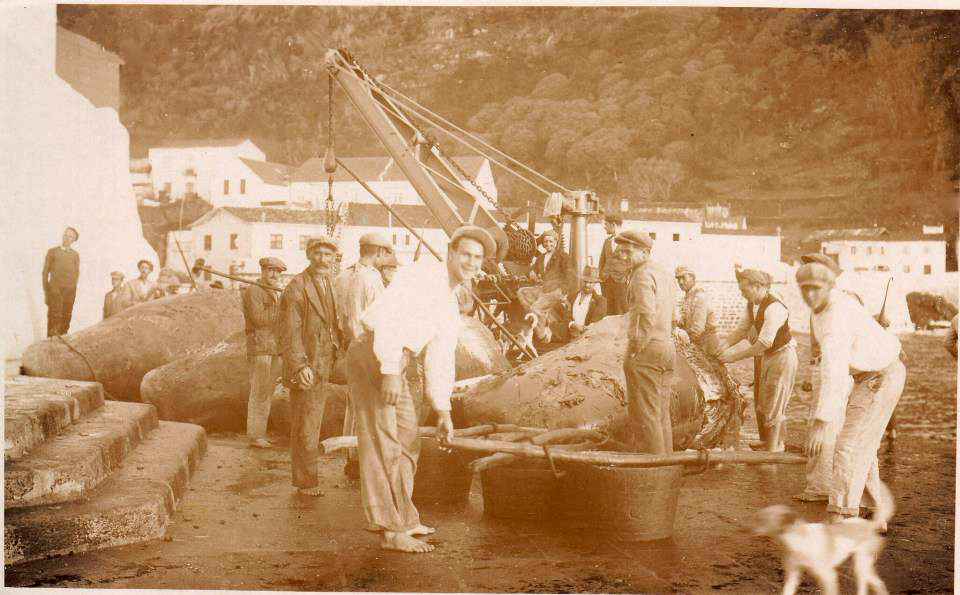
Pêche à la baleine, Angra.

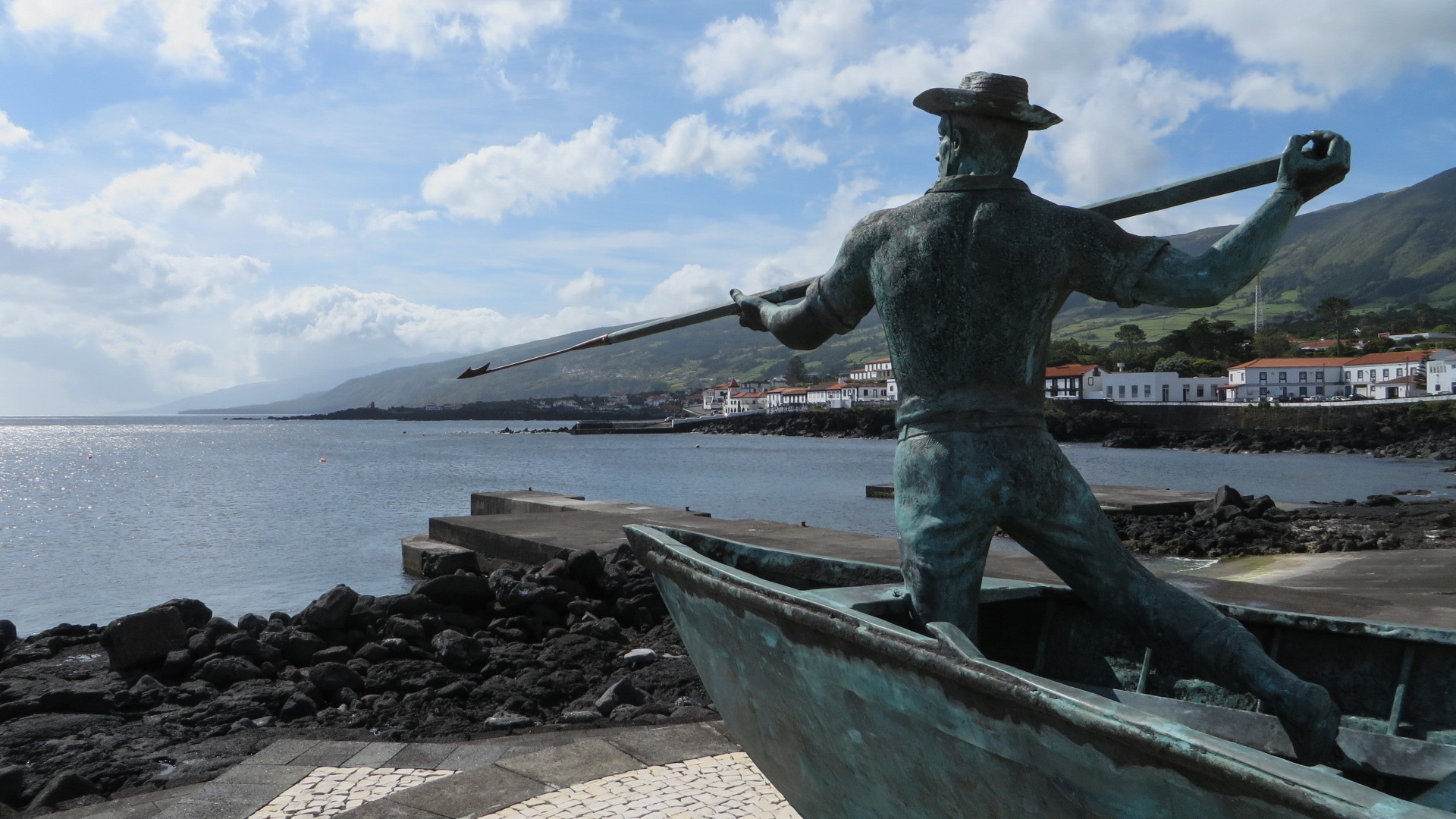
Hommage à la pêche à la baleine.

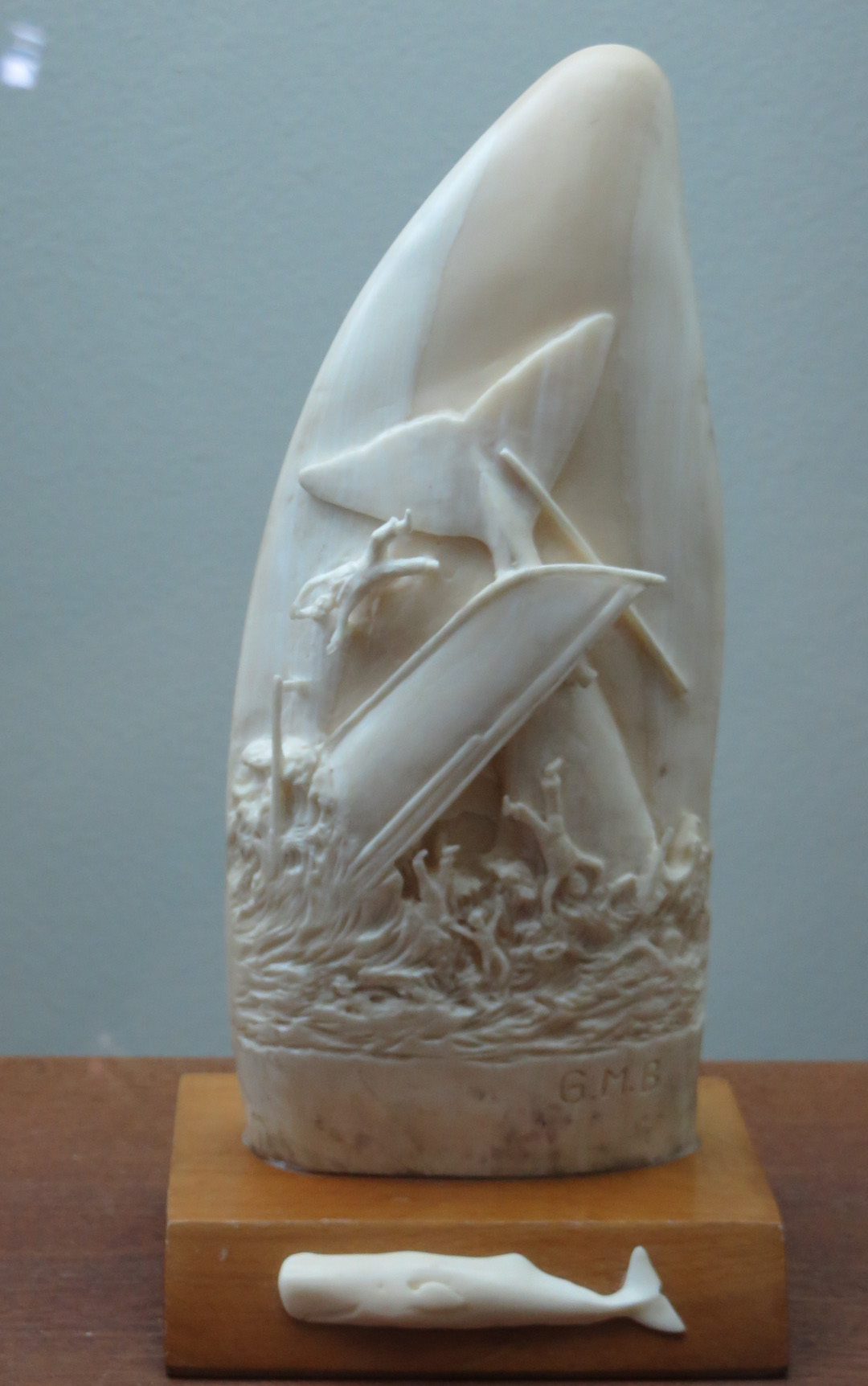
Scrimshaw, gravure sur ivoire de cachalot.

Le début du siècle est agité en Europe comme en Amérique du Sud : invasions françaises du Portugal (1807-1814), fin du Brésil colonial (1500-1815), Royaume-Uni de Portugal, du Brésil et des Algarves (1815-1822/1825), Indépendance du Brésil (1821-1824), empire du Brésil (1822-1889), crise de succession portugaise (1826-1834), guerre civile portugaise (1828-1834), révolution portugaise septembriste (1836)...
À la suite des invasions françaises du Portugal (1807-1814), un groupe de prisonniers politiques est déporté (1810-1812) à Angra (Terceira), par la Régence du Portugal, sous l'accusation de complot et de soutien aux idées libérales. Leur présence active explique en partie la révolte constitutionnelle d'Angra (1821) (pt), soulèvement civil et militaire, et le soutien açorien à la révolution libérale portugaise (1820-1822), et aux Libéraux, jusqu'à la fin de la guerre civile portugaise (1828-1834).
Dans le même contexte de diffusion des idées libérales, à partir de 1819, des groupes de Juifs d'Afrique du Nord commencent à arriver dans l'archipel. Leur présence est documentée sur les îles de São Miguel, Terceira, Faial, São Jorge et Graciosa.
La publication de Corografia Açórica (pt) (1822) par João Soares de Albergaria de Sousa (pt) tient, dans le cadre des tribunaux généraux et extraordinaires de la nation portugaise (1820-1822) son rôle de description historique et géographique de l'archipel, mais aussi de manifeste pour l'autonomie des Açores. Elle vaut à son auteur un long emprisonnement.
La constitution portugaise de 1822 établit, selon de nouvelles modalités, une province Îles adjacentes (pt) (1822-1975) (Madère et Açores), au sein du Troisième empire colonial portugais (1822 - 1999).
En 1829, à Vila da Praia, les libéraux l'emportent sur les absolutistes, faisant de Terceira le siège principal du nouveau régime portugais et aussi le siège du Conseil de régence (Conselho de Regência) de Marie II de Portugal (1819-1853). La Régence d'Angra (pt) (1829-1832) est un des rares bastions libéraux portugais de l'époque (avec Madère, soumise en octobre 1828), promulguant 65 décrets, dont l'application aux Açores des décrets sur l'abolition de l'esclavage (mai 1832).
L'existence même de cette Régence, très minoritaire, entraîne débats, batailles navales, blocus, débarquements, combats terrestres, bataille juridique internationale : Combat du Pico do Seleiro (pt) (1828), bataille de Vila da Praia, légende des 7500 Braves de Mindelo.
Dès 1832, les Açores se retrouvent en périphérie de la vie politique, mais la "Province des Açores" (1832-1833) est créée, et son siège fixé à Angra. La province est divisée en trois districts, Angra, Ponta Delgada, Horta. En 1833, la province est scindée en "Province occidentale des Açores" (Angra) et "Province orientale des Açores" (Ponta Delgada). Un nouveau code administratif açorien (1836-1895) redéfinit districts, communes et paroisses.
Les partisans de Michel Ier (en portugais : Miguel I), roi éphémère (1828-1834) et soumis à la loi de bannissement de 1834 (pt), ou miguelistes, légitimiste et anti-libéraux, accusés de guérilla, sont emprisonnés au fort São Brás de Ponta Delgada, et astreints à des travaux forcés de pavage de route. Le 24 avril 1835 éclate une brève révolte des pavés (pt), mutinerie désastreuse pour les mutins.
On assiste au développement agricole (ananas, thé, tabac, pour remplacer les cultures sinistrées des oranges et de la vigne), industriel et commercial dans l'archipel.
En 1843 paraît aux Açores le premier journal agricole portugais , O Agricultor Micaelense. Entre 1841 et 1845, le HMS Styx fait un relevé hydrographique des eaux. Divers scientifiques internationaux s'intéressent également à l'archipel : géologie, faune, flore, écologie, etc.
La chasse au cachalot est la grande affaire du siècle aux Açores. Dans la seconde moitié du XIXe siècle, l'archipel joue un rôle important dans la renaissance de la pêche à la morue portugaise à Terra Nova (Terre-Neuve). Les émigrants des Açores de la côte Est de l'Amérique du Nord, revenus dans leur patrie, enseignent la technique de pêche au doris américain aux Portugais, qui recommencent à pêcher la morue dans le Grand Banc après 1850.
Le Portugal émet ses timbres avec la surimpression « AÇORES » pour une utilisation dans les îles. Entre 1892 et 1906, elle émet également des timbres distincts pour les trois districts administratifs de l'époque.
En 1873, se déroule devant Angra (Terceira) le naufrage du vapeur Lidador (pt) (et du "Jane Wheaton"), surpris par une tempête.
Les années 1890 débutent par une paralysie de l'investissement public, entraînant un grand mouvement social en faveur de l'autonomie (voire de l'indépendance). Le décret du 2 mars 1895 accorde aux districts açoriens qui le souhaitent une relative autonomie administrative. En 1893, la première liaison télégraphique est établie, et la production de bière et de boissons non alcoolisées est autorisée. Mais le phylloxéra et le champignon Diaporthe citri attaque les orangeraies.

## XXesiècle
Entre 1878 et 1914, avec l'accord du roi d'Hawaï, David Kalakaua (1874-1891), conseillé par le commerçant Jacinto Pereira ("Jason Perry"), des milliers d'Açoriens ont émigré à Hawaï (devenant ainsi des Luso-Américains).
Le Service météorologique des Açores (pt) (1901-1946), créé avec le soutien d'Albert Ier (prince de Monaco), se développe avec des observatoires de sismologie, d'observation géomagnétique. Il est dissout en 1946 pour être mieux intégré dans le nouveau service météorologique du Portugal.
En 1916 (Horta) puis en 1917 (Ponta Delgada), l'archipel est deux fois soumis à des bombardements allemands. En conséquence, en 1918, des batteries américaines et une base aéronavale sont installées à Ponta Delgada.
L'autonomie administrative dure un temps (1895-1928). Un événement marquant est la visite ("Visita dos Intelectuais"), qui dure un mois en 1924, à travers toutes les îles d'une délégation de personnalités de la vie culturelle et universitaire portugaise.
La Deuxième République (Portugal) (1926-1974) débouche sur la Dictature nationale (1926-1933) d'Óscar Carmona (1869-1951), puis l'Estado Novo (1933-1974) d'António de Oliveira Salazar (1889-1970) et le
Statut des districts autonomes des Îles Adjacentes (pt) (1933). En 1938, se tient le Premier Congrès Açorien (pt).
Opéation Alacrity (en) est le nom de code d'une éventuelle (1940-1941) occupation de l'archipel par les Alliés, ou plan de guerre gris, en raison de son importance géostratégique dans le contexte de la Seconde Guerre mondiale. Lors de la bataille de l'Atlantique (1939-1945), le (8 octobre 1943), l'Estado Novo concède aux forces britanniques l'installation d'un contingent de 3 000 militaires à Terceira. En janvier 1944, les premiers Nord-Américains débarquent également, non comme militaires, mais comme techniciens spécialisés. L'aéroport de Santa Maria est la première réalisation visible et durable, pour lutter contre les sous-marins allemands. La présence étrangère accélère la transformation des mentalités (athlétisme, football, prostitution, etc.). En 1946, les Britanniques cèdent les installations de la base aérienne de Lajes aux Américains, qui l'utilisent dans la recherche des sous-marins soviétiques puis russes.
Au recensement de 1960, la population aurait atteint son maximum avec 327 466 habitants. En 1900 comme en 2000, la population courante est approximativement de 250 000 habitants. Mais la diaspora açorienne serait forte d'environ 1 000 000 de membres.
Dans le cadre de la révolution des Œillets (25 avril 1974), une période de grande effervescence politique s'ouvre aux Açores : Front de Libération des Açores (pt) (1976, un des mouvements séparatistes au Portugal), Junte régionale des Açores (pt) (1975-1976), statut politico-administratif de la Région autonome des Açores (1976), constitution portugaise de 1976.
Depuis 1976, le Gouvernement régional des Açores gère l'essentiel des activités de l'archipel. Les compétences sont élargies en 2004. En 1986, le Portugal rejoint l'Union européenne. En 1992, l'archipel des Açores devient une région ultrapériphérique de l'Union européenne, avec droits à ses subventions.
La chasse au cachalot a une énorme importance dans l'économie açorienne durant tout le XIXe siècle. La tradition baleinière aux Açores prend fin officiellement en 1982 avec son interdiction, pleinement en 1986, et réellement en 1987 avec la dernière capture
. L'archipel est désormais un important sanctuaire pour les cétacés.
Parmi les catastrophes naturelles du siècle, cyclones, tempêtes, glissements de terrain, éruptions sous-marines, on peut noter :
- Séisme de Horta de 1926 (pt),
- Éruption du volcan des Capelinhos (1957-1958),
- Crise sismique des Rosais (pt) (1964),
- Séisme des Açores de 1980 (pt).

## XXIesiècle
Parmi les catastrophes naturelles du début de siècle, ouragans, cyclones, fortes pluies, inondations, crises sismiques :
- Tempête subtropicale Sans-Nom (2005),
- Ouragan Hélène (2018).

L'archipel des Açores, région insulaire autonome portugaise, entre dans l'Union européenne en 1986. Au début du siècle, c'est une région ultrapériphérique de l'Union Européenne, et un territoire très touristique.